# NCIS : Enquêtes spéciales
Pour les articles homonymes, voir NCIS.
JAG NCIS : Los Angeles
NCIS : Enquêtes spéciales ou NCIS est une série télévisée policière américaine, créée par Donald Bellisario et Don McGill, et diffusée depuis le 23 septembre 2003 sur le réseau CBS et au Canada sur le réseau Global.
La série est diffusée en France depuis le 3 mars 2004 sur M6 en VM, puis sur W9 (depuis 2012) et 6ter (depuis 2021) en rediffusion, au Québec depuis le 2 janvier 2006 sur Historia (saisons 1 à 11) puis Séries Plus (dès la saison 12), en Belgique depuis le 28 janvier 2005 sur RTL TVI ainsi que sur AB3 et en Suisse sur RTS 1.
Elle présente une équipe d'enquêteurs de terrain et de scientifiques du Naval Criminal Investigative Service (Service d’enquêtes criminelles des Forces navales en français), dirigée par l'agent Leroy Jethro Gibbs, un ancien Marine, vétéran de la Guerre du Golfe, décoré de la Silver Star et de la Purple Heart, et dont les membres tentent de résoudre des affaires criminelles liées à la marine des États-Unis. Cette équipe est constituée de personnages charismatiques qui entretiennent des relations amicales et parfois complexes.
Il s'agit d'une série dérivée de JAG, également créée par Donald Bellisario ; les personnages de Gibbs, DiNozzo, Abby et Ducky font leur première apparition dans les épisodes 20 (La Dame de glace) et 21 (L'Homme de l'ombre) de la huitième saison de JAG.
NCIS : Enquêtes spéciales remporte un vif succès aux États-Unis, où elle est la série télévisée la plus regardée pendant de très longues années et deuxième en 2024, fait rarissime pour une série ayant plus de vingt ans d'existence. Selon deux sondages, publiés en mars 2011 par Harris Interactive et un autre, publié en février 2015 par Entertainment Weekly, NCIS est la série la plus appréciée des téléspectateurs américains. Cette réussite semble due principalement à la place laissée à l'humour, ainsi qu'aux relations unissant les différents personnages.
La distribution comporte originellement les acteurs Mark Harmon, Michael Weatherly, Sasha Alexander, Pauley Perrette et David McCallum, puis le casting change au fur et à mesure de la série mais tous ces acteurs ainsi que Cote de Pablo, figurent tous parmi les sept interprètes de série télévisée les plus populaires aux États-Unis.
Il s'agit de la première série de la franchise NCIS de Donald Bellisario et Don McGill, co-créateurs et producteurs exécutifs. En raison de ce succès, cinq spin-off ont été développés : NCIS : Los Angeles, NCIS : Nouvelle-Orléans, NCIS: Hawaiʻi, NCIS: Sydney et NCIS: Origins. Un autre spin-off, NCIS: Tony & Ziva, centré sur Tony et Ziva, est prévu pour 2025.

## Synopsis
Le Naval Criminal Investigative Service (NCIS) est une agence fédérale américaine rattachée aux corps armés de la Navy et des Marines, dont les membres sont des civils. Cette agence est chargée de faire respecter la loi en leur sein, d'enquêter — indépendamment de la hiérarchie militaire — et de résoudre des crimes en relation avec les forces navales américaines à partir de leur base d'opération à Washington, d'effectuer du contre-espionnage, de la lutte anti-terroriste ou anti-drogue aux frontières. Une MCRT (Major Case Response Team : Équipe d'intervenants en cas de forces majeures) dirigée à l'origine par l'agent spécial Leroy Jethro Gibbs (saison 1 à 19) puis par Alden Parker (depuis la saison 19) enquête sur les crimes.

## Caractéristiques

### Fiche technique
Sauf indication contraire, les informations mentionnées dans cette section peuvent être confirmées par la base de données cinématographiques IMDb,  présente dans la section « Liens externes ».
- Pays d'origine :  États-Unis
- Créateurs : Donald Bellisario et Don McGill
- Producteurs exécutifs actuels : Donald Bellisario (depuis 2003), Shane Brennan (2007-2014), Chas. Floyd Johnson (depuis 2007), Mark Horowitz (depuis 2009), Gary Glasberg (2011-2016), Mark Harmon (depuis 2011), Frank Cardea (2011-2020), George Schenck (2011-2018), Steven D. Binder (2013-2021), David J. North (depuis 2021) et Scott Williams (depuis 2013)[5]
- Sociétés de production[6] : Paramount Television (2003 à 2006), CBS Paramount Television / CBS Studios (depuis 2006)[7] en association avec Belisarius Productions (depuis 2003)[8]
- Diffuseur : CBS
- Lieu de tournage : Santa Clarita (Californie)[9]
- Année de création : 2003
- Durée moyenne d'un épisode : 42 minutes[1]
- Format d'image : couleur ; 1.78:1
- Son : Dolby Digital

Selon l'un des producteurs exécutifs, Chas. Floyd Johnson, dans une interview publiée le 16 juin 2010, environ 300 personnes sont employées pour la réalisation des épisodes. Il ajoute que « le coût budgétaire d'un épisode de NCIS est d'environ 3,5 millions de dollars ».

### Déroulement d'un épisode type
Chaque épisode dure en moyenne 42 minutes, au début de l'épisode se met en place l'énigme : il s'agit généralement de la découverte d'un cadavre. Après vient le générique puis, souvent, l'étude de la scène du crime qui fait intervenir les agents « scientifiques » : le Dr Mallard, son assistant Jimmy Palmer et parfois Abigail Sciuto. Tandis que le Dr Mallard et son assistant évaluent l'heure de la mort, les autres agents recherchent et prélèvent des indices tout en prenant des photographies de la scène de crime,. En effet, la résolution des enquêtes repose souvent sur des détails scientifiques qu'Abby pourra exploiter avec des appareils de haute technologie. Le passage par la morgue, dans le second sous-sol de l'agence, est un autre moment important pour chaque épisode ; Ducky et son assistant autopsient méticuleusement les cadavres pour aider Gibbs et son équipe. Étude de la scène du crime, autopsie et analyses scientifiques sont donc des éléments essentiels dans la série NCIS : Enquêtes spéciales, sur ce point comparable à Les Experts puisqu'ils sont indispensables à la résolution des enquêtes, complétant le savoir-faire des agents de terrain,.
Les épisodes alternent scènes de travail ou d'action et scènes comiques hors enquêtes, notamment dans les bureaux de l'équipe, mais également lors des interventions en extérieur ; ainsi, des touches d'humour léger sont disséminées dans chaque épisode, notamment juste après le générique pour lancer une sorte d'intrigue ou de thème léger et dans les derniers instants pour le clore.
À partir de la seconde saison, les épisodes sont régulièrement entrecoupés de flashforwards : des transitions sous forme de photographies en noir et blanc (montrant la scène finale de chaque acte) apparaissent à l'écran, accompagnées d'un bruitage, le tout ne durant qu'une à deux secondes,. Ces transitions, nommées « phoof » en raison de la sonorité du bruitage qui se rapproche de cette onomatopée, correspondent aux coupures publicitaires. En effet, aux États-Unis et au Canada, les photographies qui sont diffusées avant et après chaque coupure publicitaire ont pour but d'inciter le téléspectateur à suivre l'épisode jusqu'à son terme afin d'assister à la résolution de l'intrigue.

### Musique
Le compositeur du thème original est Numeriklab.
Un premier album de la bande originale de la série de CBS est sorti en février 2009 aux États-Unis : The Official TV Soundtrack est un double-disque de 22 titres qui comprend des chansons d'artistes (tels que Jakob Dylan, Bob Dylan, Collide ou Ministry), le thème original de Numeriklab ainsi qu'une chanson de Cote de Pablo.
Une suite paraît le 3 novembre 2009 sous le titre : NCIS: The Official TV Soundtrack ; vol. 2. Il s'agit d'un disque unique avec 12 titres dont beaucoup sont inédits. Il contient également une chanson de Michael Weatherly : Bitter and Blue.
Un troisième album nommé NCIS: The Official TV Score est sorti aux États-Unis le 29 mars 2011. Il est composé de musiques instrumentales créées par Brian Kirk,.

### Diffusion internationale
Voici une liste non exhaustive des diffuseurs internationaux de la série ; près de 200 chaînes diffusaient NCIS en 2011.
- Algérie : Numidia
- Allemagne : Sat.1[25]
- Argentine : AXN[26]
- Australie : Network Ten[27] et TV1[28]
- Belgique : ZES, RTL TVI[25] et VIER[6]
- Canada : Global[25]
- Colombie : AXN[29]
- Côte d'Ivoire : RTI 1
- Espagne : AXN[30] et La Sexta[31]
- Estonie : TV3[6]
- France : M6, W9 (rediffusion) et 6ter (rediffusion). Doublage : Studio SOFI pour les saisons 1 à 6, Mediadub International pour les saisons 6 à 14 et Hiventy depuis la saison 15[32]
- Guatemala : AXN[6]
- Hongrie : TV2[6]
- Italie : Rai 2[25]
- Japon : Foxjapan[33]
- Maroc : 2M[34]
- Pays-Bas : SBS6[25] et Veronica (de 2006 à 2008)[6]
- Pologne : TVN[35]
- Portugal : TVI (jusqu'en 2009) et SIC (depuis 2009)[25]
- Québec : Historia (saisons 1 à 11) et Séries+ (depuis la saison 12). Doublage : même version doublée que la France, soit Studio SOFI pour les saisons 1 à 6, Mediadub International pour les suivantes[32]
- Royaume-Uni : FX[25]
- Suisse : RTS Un[25]

En Chine, la série n'est diffusée qu'en streaming, sur Internet, jusqu'en avril 2014, lorsque le gouvernement chinois interdit la diffusion de plusieurs séries télévisées américaines.

## Distribution

### Acteurs principaux

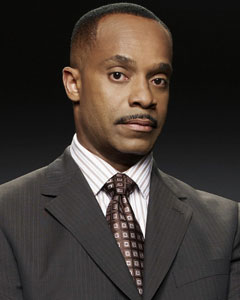
Rocky Carroll, interprète de Leon Vance.
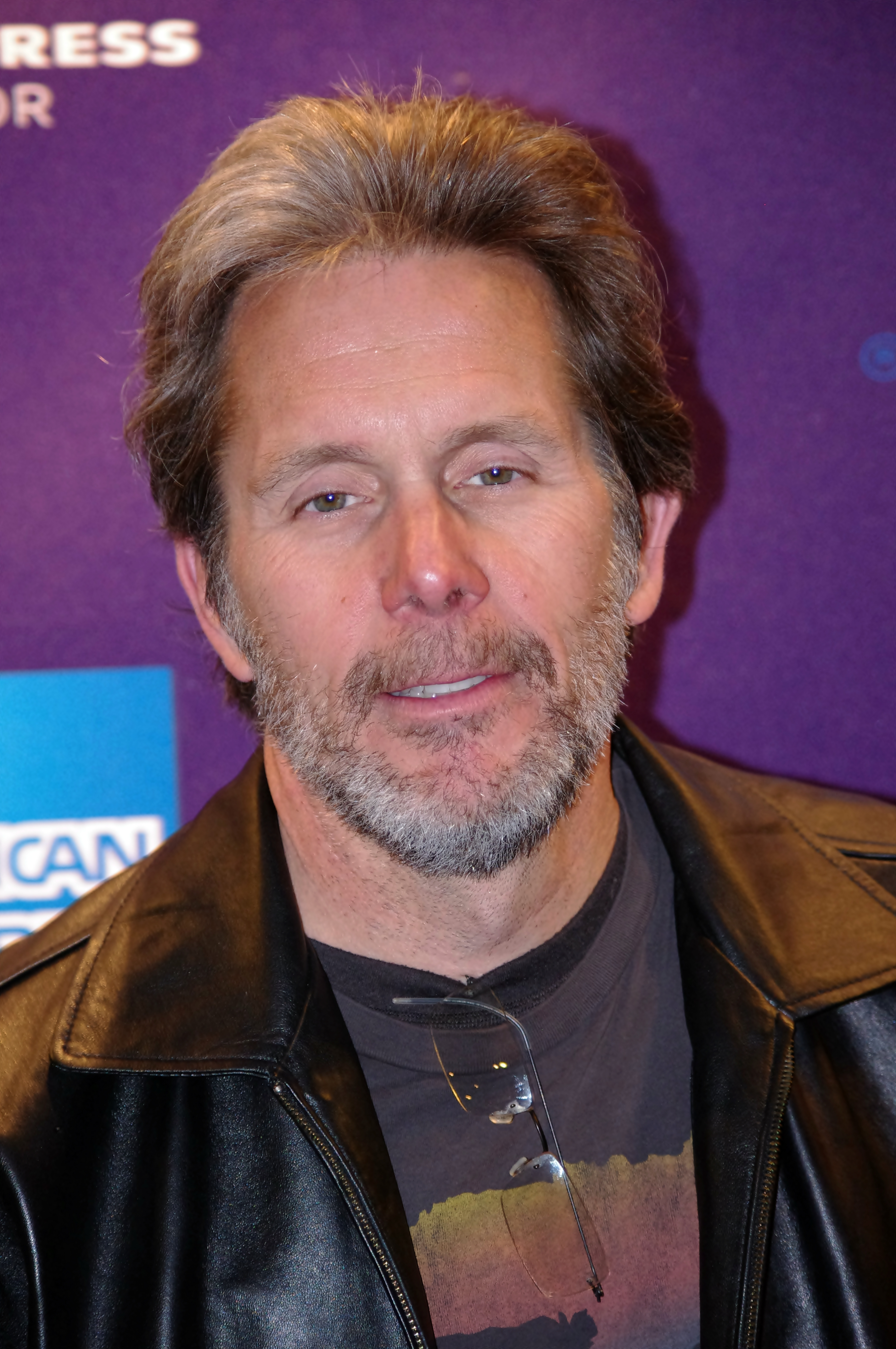
Gary Cole, interprète d'Alden Parker
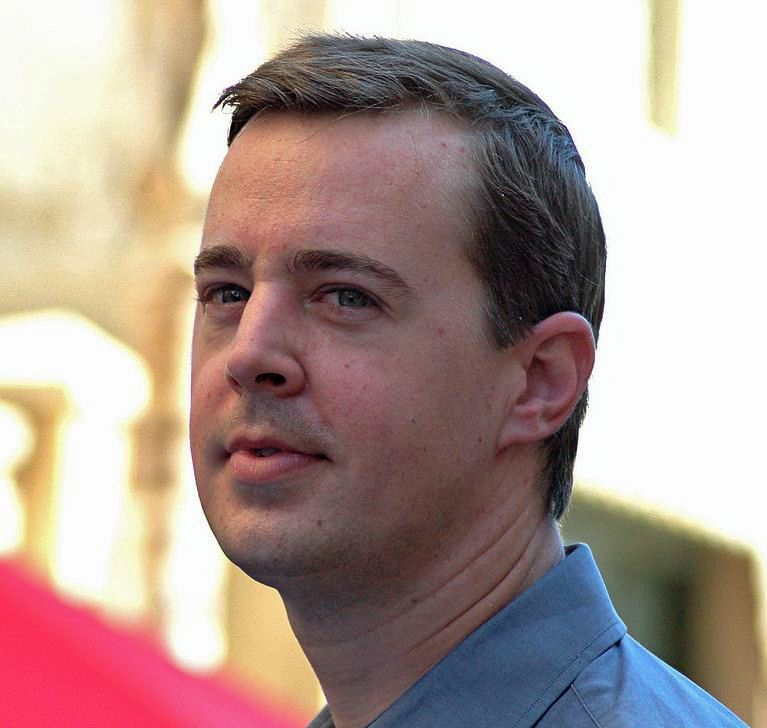
Sean Murray, interprète de Timothy McGee.
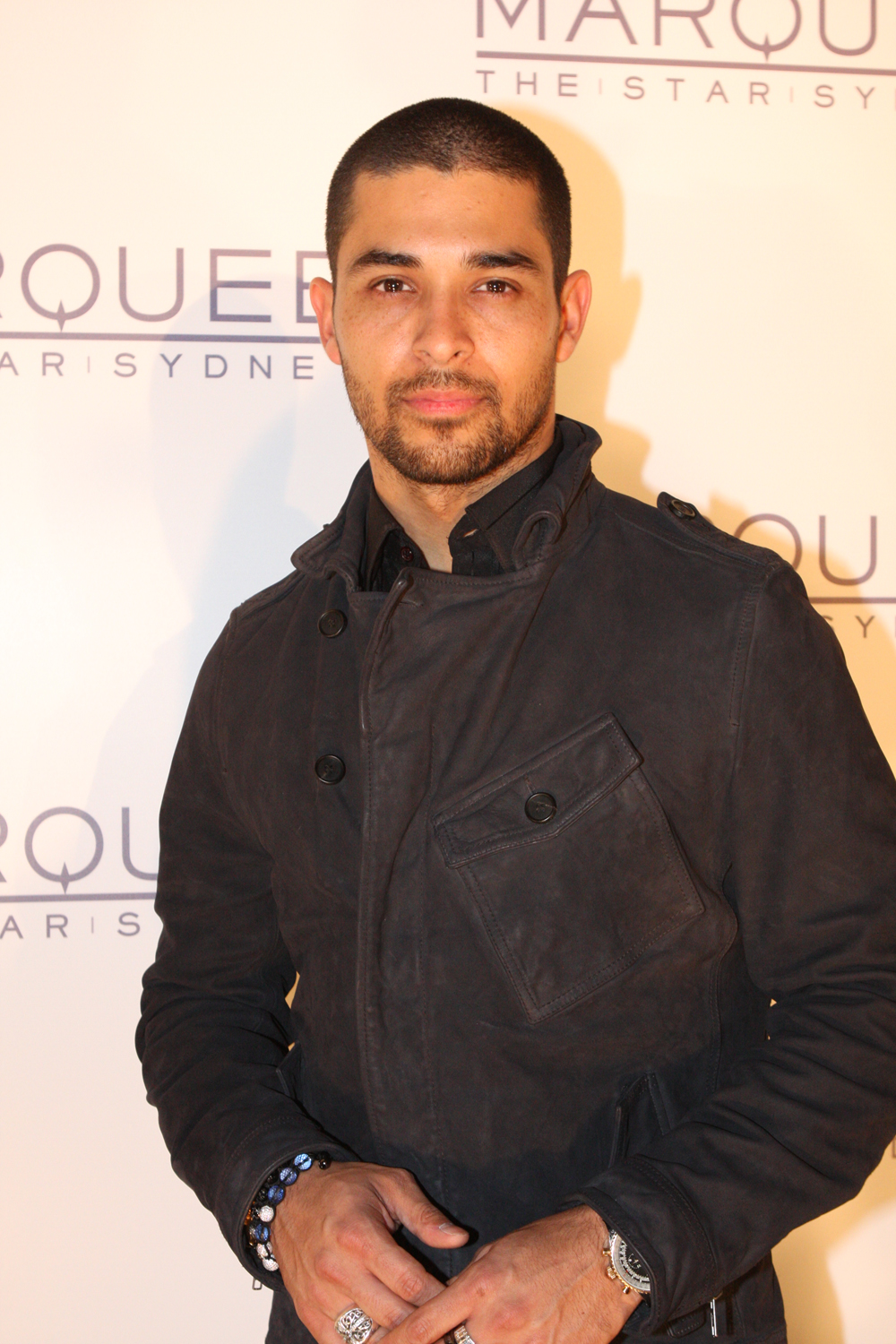
Wilmer Valderrama, interprète de Nick Torres.
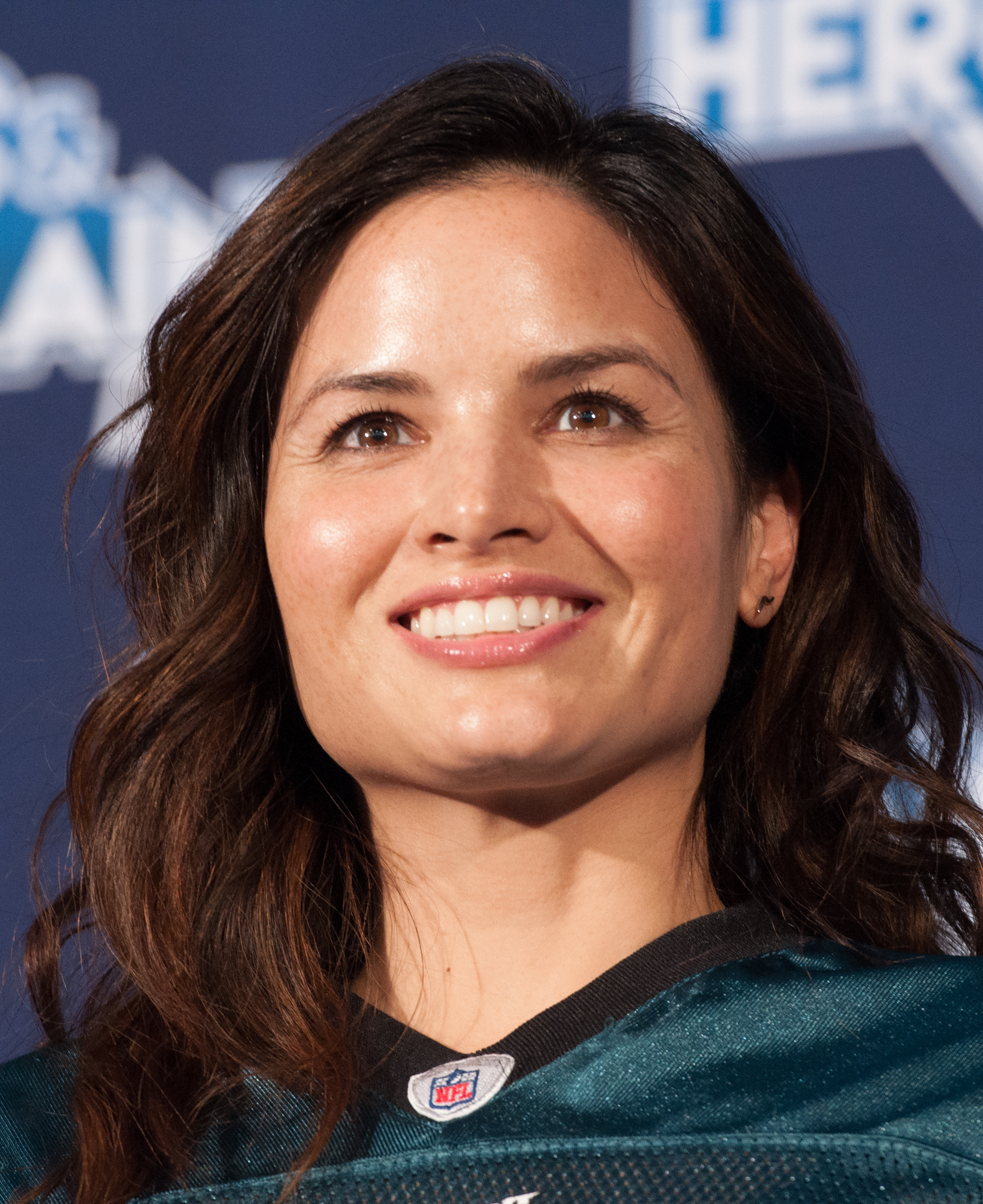
Katrina Law, interprète de Jessica Knight
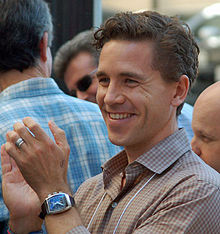
Brian Dietzen, interprète de Jimmy Palmer.

#### Chef d’équipe
- Gary Cole (VF : Philippe Vincent) : Alden Parker, chef d'équipe du NCIS et ancien agent du FBI (depuis la saison 19)

#### Agents spéciaux
- Sean Murray (VF : Adrien Antoine) : Timothy "Tim" McGee, agent spécial du NCIS (depuis la saison 2 - récurrent saison 1)
- Wilmer Valderrama (VF : Eilias Changuel) : Nicholas "Nick" Torres, agent spécial du NCIS (depuis la saison 14)
- Katrina Law (VF : Laëtitia Laburthe Tolra) : Jessica "Jess" Knight, agent spécial du NCIS, ex-agent du NCIS REACT (depuis la saison 19 - invitée saison 18)

#### Médecin légiste
- Brian Dietzen (VF : Christophe Lemoine) : James "Jimmy" Palmer, médecin légiste du NCIS (depuis la saison 10 - récurrent saisons 1 à 9)

#### Experte scientifique
- Diona Reasonover (VF : Vanessa Van-Geneugden) : Kasie Hines, experte scientifique (depuis la saison 16 - récurrente saison 15)

#### Directeur NCIS
- Rocky Carroll (VF : Serge Faliu) : Leon Vance, directeur du NCIS (depuis la saison 6 - récurrent saison 5)

### Anciens acteurs principaux

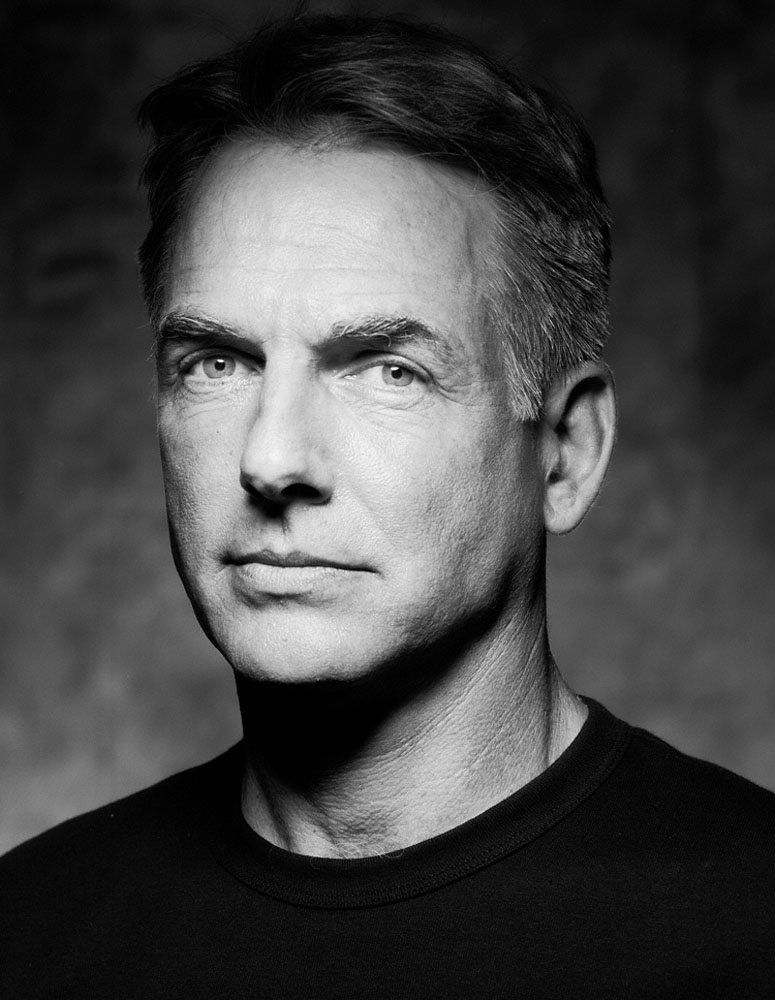
Mark Harmon, interprète de Leroy Jethro Gibbs.
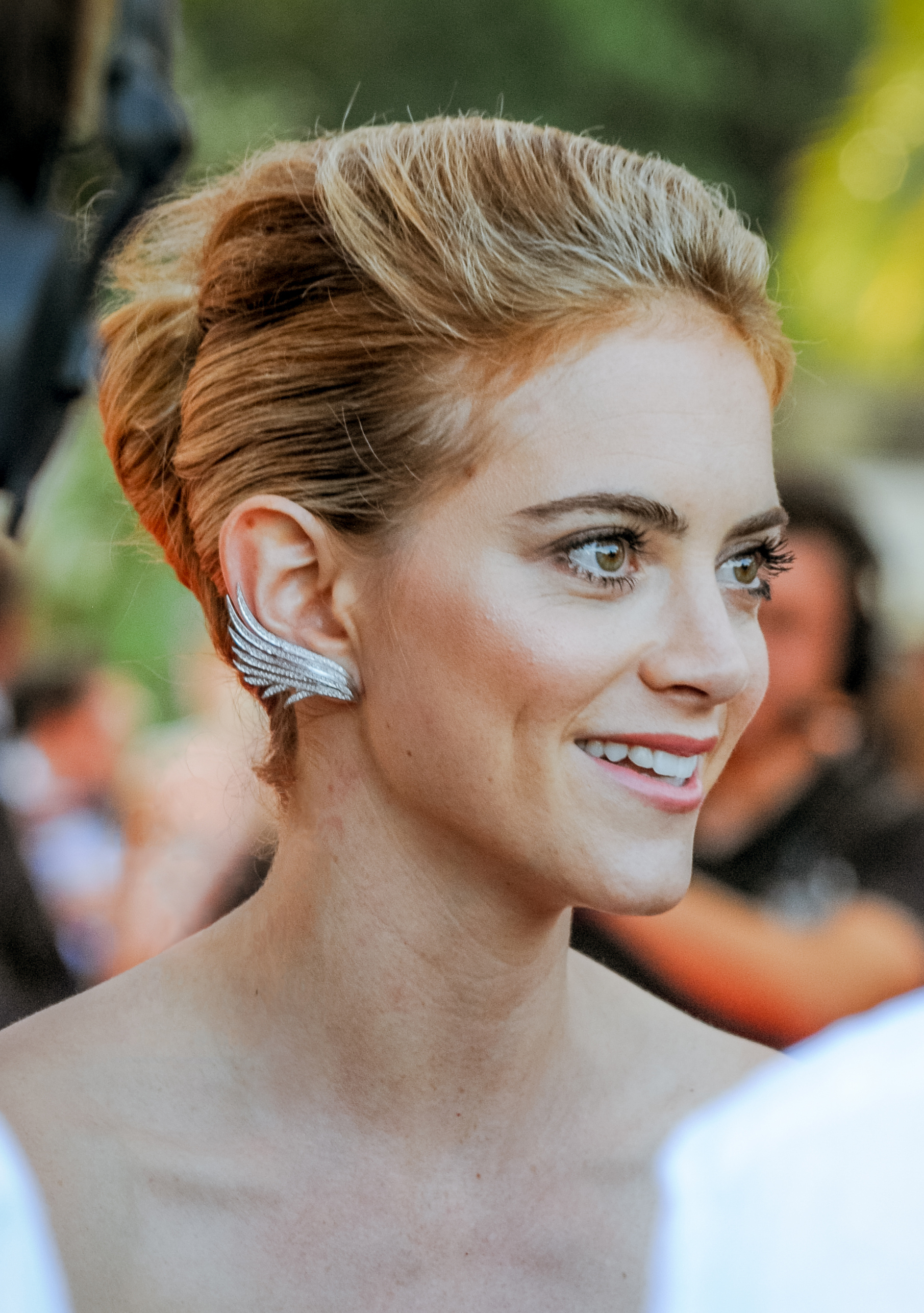
Emily Wickersham, interprète d'Eleanor Bishop.
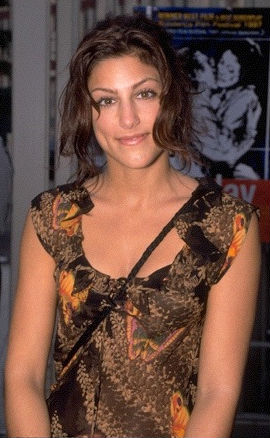
Jennifer Esposito, interprète d'Alexandra Quinn.
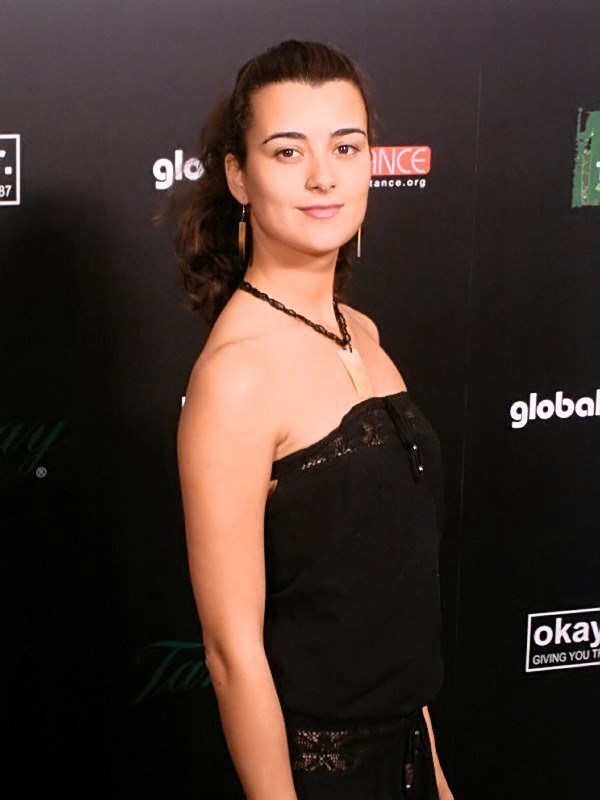
Cote de Pablo, interprète de Ziva David.
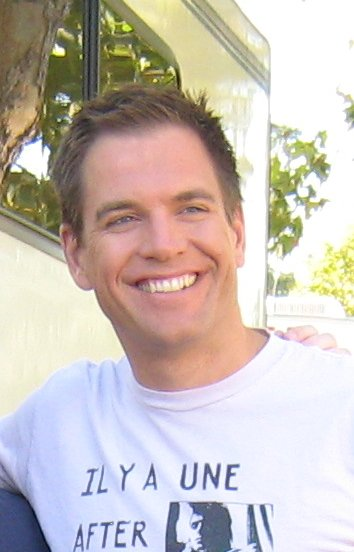
Michael Weatherly, interprète d'Anthony DiNozzo.
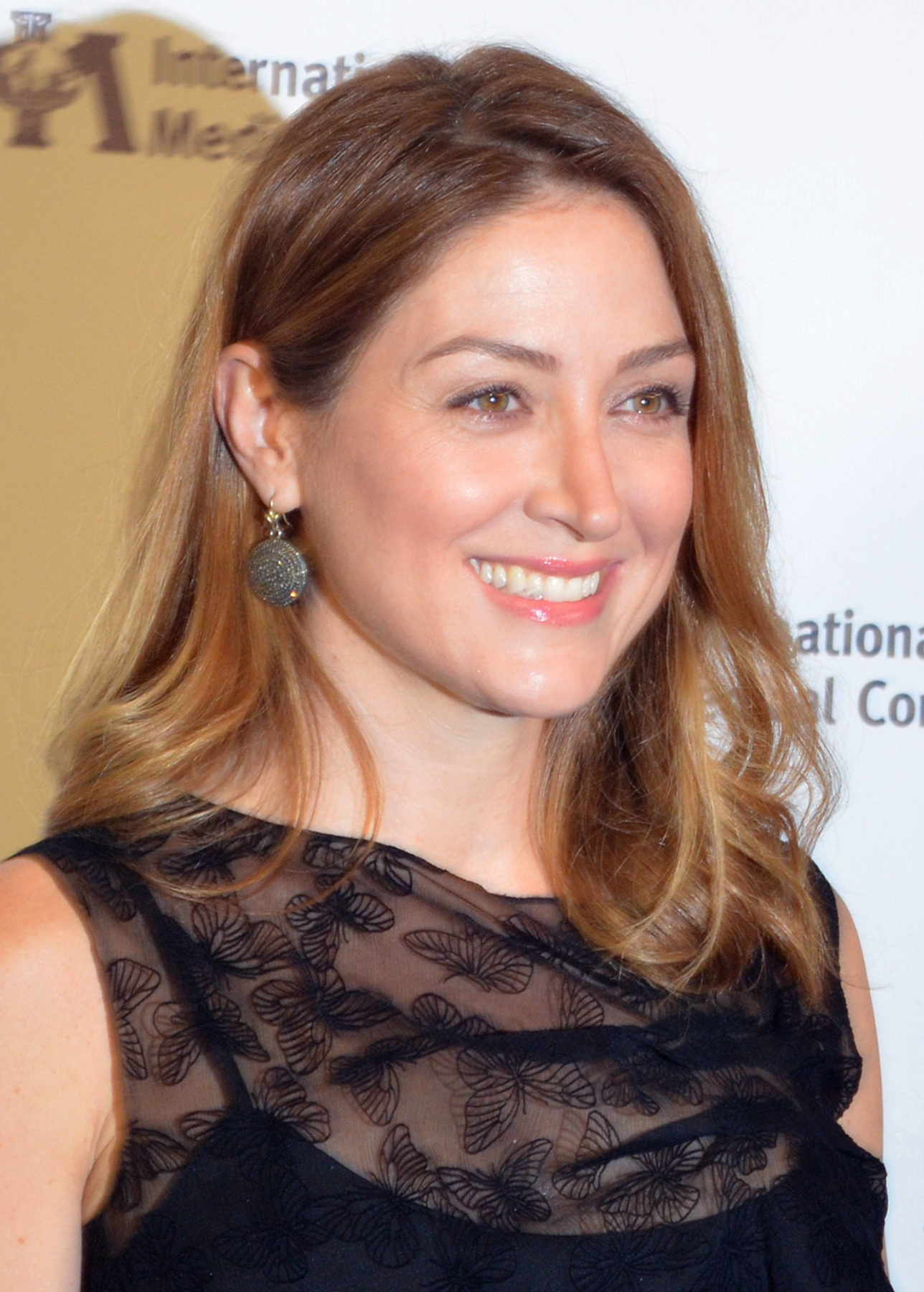
Sasha Alexander, interprète de Caitlin Todd.
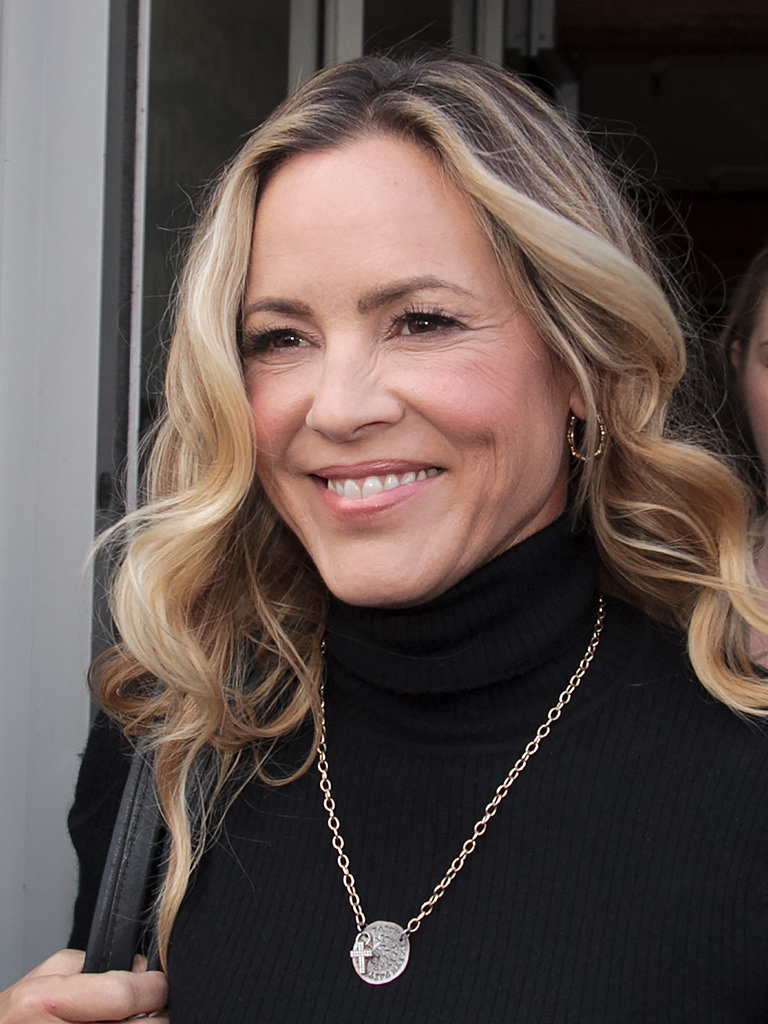
Maria Bello, interprète de Jacqueline Sloane.
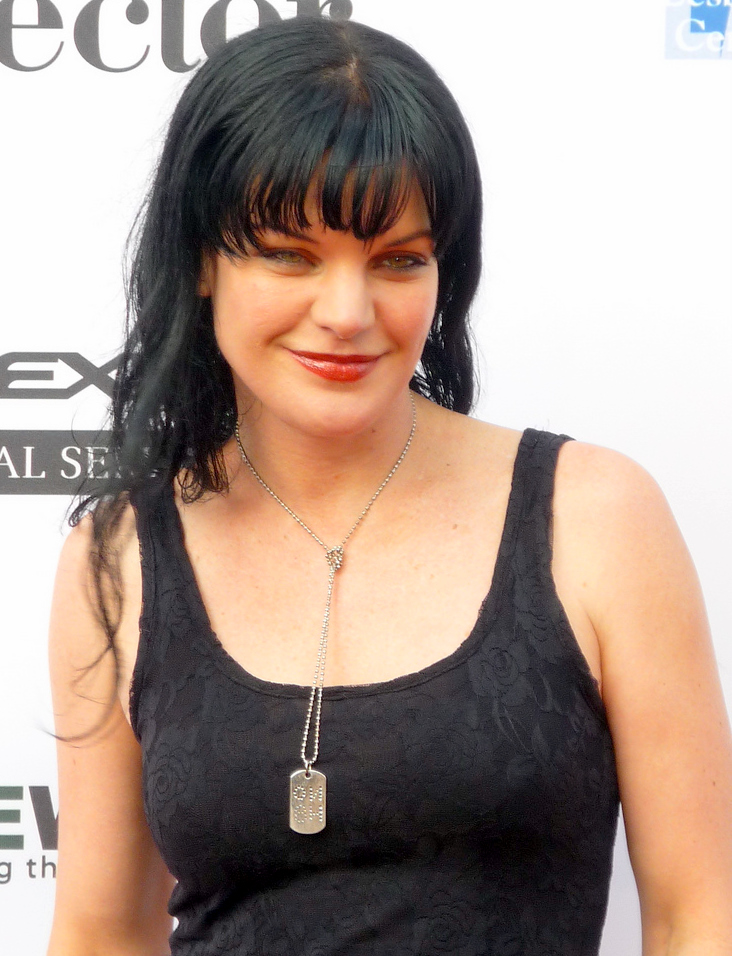
Pauley Perrette, interprète d'Abigail Sciuto.
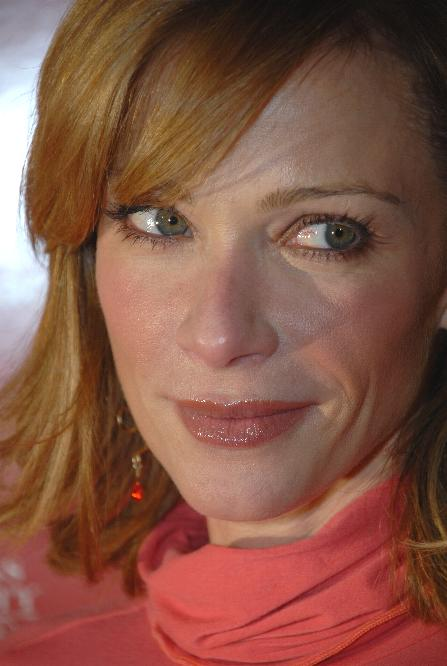
Lauren Holly, interprète de Jennifer Shepard.
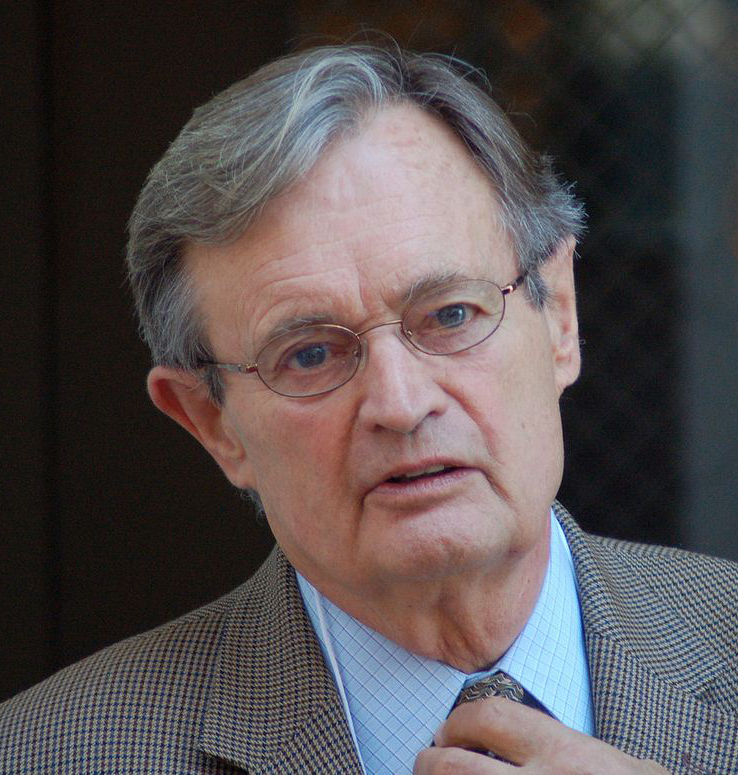
David McCallum, interprète de Donald Mallard.

#### Chef d’équipe
- Mark Harmon (VF : Hervé Jolly) : Leroy Jethro Gibbs, ancien marines et ancien chef d'équipe du NCIS (saison 1 à 19)

#### Agents spéciaux
- Sasha Alexander (VF : Ariane Deviègue) : Caitlin "Kate" Todd, ancienne agent spécial du NCIS † (saisons 1 et 2 - invitée saisons 3, 8, 9 et 12)
- Jennifer Esposito (VF : Marie Chevalot) : Alexandra Quinn, ancienne agent spécial du NCIS (saison 14)
- Duane Henry (VF : Jean-Baptiste Anoumon) : Clayton Reeves, ancien agent de liaison du NCIS et officier du MI6 † (saisons 14 et 15, invité saison 13)
- Cote de Pablo (VF : Cathy Diraison) : Ziva David, ancienne officier du Mossad et agent spécial du NCIS (saisons 3 à 10 - invitée saisons 11 et 16 - récurrente saison 17)
- Emily Wickersham (VF : Barbara Beretta) : Eleanor "Ellie" Bishop, ancienne agent spécial du NCIS (saisons 11 à 18)
- Michael Weatherly (VF : Xavier Fagnon) : Anthony "Tony" DiNozzo, ancien agent spécial du NCIS (saisons 1 à 13 - invité saison 21)

#### Psychologue du NCIS
- Maria Bello (VF : Déborah Perret) : Jacqueline "Jack" Sloane, ancienne agent spécial du NCIS et psychologue (saisons 15 à 18)

#### Experte scientifique
- Pauley Perrette (VF : Anne O'Dolan) : Abigail "Abby" Sciuto, ancienne experte scientifique (saisons 1 à 15)

#### Historien du NCIS
- David McCallum (VF : Michel Le Royer[Note 2] puis Frédéric Cerdal[Note 3]) : Donald "Ducky" Mallard, historien et ancien médecin légiste du NCIS † (saisons 1 à 20)

#### Directrice du NCIS
- Lauren Holly (VF : Élisabeth Wiener) : Jennifer Shepard, ancienne directrice du NCIS † (saisons 3 à 5 - invitée saisons 8, 9 et 12)

### Acteurs invités venant des spin-off deNCIS

#### NCIS: Los Angeles
- LL Cool J (VF : Sydney Kotto): Sam Hanna, agent spécial de l'OPS (saisons 6, 20 et 22, 4 épisodes)
- Chris O'Donnell (VF : Jean-Philippe Puymartin) : G. Callen, chef d'équipe du NCIS (saisons 6 et 20, 3 épisodes)
- Daniela Ruah (VF : Laëtitia Lefebvre) : Kensi Blye, agent spécial de l'OPS (saisons 6 et 21, 3 épisodes)
- Barrett Foa (VF : Olivier Jankonic): Eric Beale, ancien spécialiste informatique (saison 6, 2 épisodes)
- Peter Cambor (VF : Alexandre Gillet): Nat "Doc" Getz, ancien psychologue de l'OPS (saison 6, 2 épisodes)

#### NCIS: Nouvelle Orléans
- Scott Bakula (VF : Guy Chapellier) : Dwayne Cassius Pride alias « King », chef d'équipe du NCIS (saisons 11, 13 et 14, 4 épisodes)
- Lucas Black (VF : Ludovic Baugin) : Christopher LaSalle, ancien agent du NCIS † (saisons 11, 13 et 14, 4 épisodes)
- Zoe McLellan (VF : Sylvie Jacob) : Meredith « Merri » Brody, ancienne agent du NCIS (saisons 11 et 13, 3 épisodes)
- CCH Pounder (VF : Michèle Bardollet) : Dr Loretta Wade, médecin légiste du NCIS (saison 11, 2 épisodes)
- Shalita Grant (VF : Juliette Poissonnier) : Sonja Percy, ancienne agent du NCIS (saison 13, 1 épisode)

#### NCIS: Hawai'i
- Vanessa Lachey : Jane Tennant, chef d'équipe (saisons 19 à 21, 4 épisodes)
- Jason Antoon (en) : Ernie Malik, spécialiste informatique (saisons 19 et 20, 2 épisodes)
- Noah Mills (VF : Thomas Roditi) : Jesse Boone, agent du NCIS (saison 20, 1 épisode)

### Invités
- Joe Spano (VF : Gérard Rinaldi[Note 4] puis Patrick Raynal[Note 5]) : Tobias Fornell, ancien agent du FBI puis détective privé, meilleur ami de Gibbs (saisons 1 à 16 puis 18 à 21)
- Alan Dale (VF : Joël Martineau[Note 6] puis Thierry Murzeau[Note 7]) : Thomas "Tom" Morrow, ancien directeur du NCIS puis directeur adjoint de la sécurité intérieure † (saisons 1 à 3 puis 10 à 13)
- Pancho Demmings (VF : Laurent Mantel) : Gerald Jackson, assistant du médecin légiste du NCIS (saisons 1 puis 3)
- Muse Watson (VF : Bruno Carna puis Jacques Albarer) : Michael "Mike" Franks, ancien chef d'équipe du NCIS † (saisons 3 à 15)
- Ralph Waite (VF : Jean-François Laley) : Jackson Gibbs, père de Gibbs † (saisons 6 à 11)
- Robert Wagner (VF : Dominique Paturel) : Anthony DiNozzo Sr., père de DiNozzo (saisons 7 à 16)
- Margo Harshman (VF: Élodie Ben[Note 8] puis Pamela Ravassard[Note 9]) : Delilah Fielding - McGee, ex-analyste du DOD, enseignante à l'université, femme de McGee et mère de ses enfants (depuis la saison 11)
- Laura San Giacomo (VF : Elisabeth Fargeot) : Grace Confalone, psychologue (saisons 13 à 20 puis 22)

### Acteurs célèbres invités
- Gregory Itzin : Directeur Charlie / Spencer Downing (saison 1, épisodes 1 et 3 / saison 17, épisode 16)
- Josh Holloway : Le Shérif (saison 1, épisode 12)
- Terry O'Quinn : Colonel Will Ryan (saison 1, épisode 15)
- Brian Thompson : Vince Nutter (saison 1 : épisode 17)
- Adam Baldwin : Lieutenant Michael Rainer (saison 1 : épisode 22)
- Julie Benz : Denise Johnson (saison 1 : épisode 22)
- Abigail Breslin : Sandy Watson (saison 2 : épisode 1)
- David Keith : Capitaine Mike Watson (saison 2 : épisode 1)
- Charles Durning : Ernie Yost (saison 2 : épisode 7)
- Don S. Davis : MTAC Control Officer (saison 2 : épisode 10)
- Zac Efron : Daniel Austin (saison 3 : épisode 13)
- Jesse Plemons : Jason Geckler (saison 3 : épisode 13)
- Hal Holbrook : Mickey Stokes (saison 4 : épisode 2)
- Ravil Isyanov : Robert John Stevens / Nikolai Puchenko (saison 4 : épisode 4)
- Corey Stoll : Martin Quinn (saison 4 : épisodes 10 et 11 / saison 4 : épisode 14)
- Armand Assante : René "La Grenouille" Benoit (saison 4 : épisodes 14, 21, 23 et 24 / saison 5 : épisode 1)
- Torri Higginson : Dr Jordan Hampton (saison 5 : épisode 4 / saison 6 : épisode 13)
- Titus Welliver : Capitaine Roger Walsh (saison 5 : épisode 5)
- Patrick J. Adams : Tommy Doyle (saison 6 : épisode 6)
- Peter Coyote : Ned Quinn (saison 6 : épisode 11)
- Lance Henriksen : Sheriff Clay Boyd (saison 6 : épisode 17)
- Louise Lombard : Lara Macy (saison 6 : épisodes 22 et 23)
- Robert Patrick : Colonel Merton Bell (saison 7 : épisode 6)
- Claudia Black : Velvet Road (saison 7 : épisode 12)
- Dina Meyer : Holly Snow (saison 7 : épisodes 13 et 19)
- Gena Rowlands : Joann Fielding (saison 7 : épisode 16)
- William Devane : Nicolas Mason (saison 8 : épisode 2)
- Bob Newhart : Docteur Walter Magnus (saison 8 : épisode 12)
- Scott Grimes : Détective Danny Price (saison 8 : épisode 22)
- Jamie Lee Curtis : Dr Samantha Ryan (saison 9 : épisodes 16, 18, 20, 23 et 24)
- Sean Astin : Tyler Elliott (saison 9 : épisode 18)
- René Auberjonois : Dr Felix Blackwell (saison 10 : épisode 3)
- Billy Dee Williams : Leroy Jethro Moore (saison 10 : épisode 5 / saison 11 : épisode 24)
- Mark Rolston : George Westcott (saison 10 : épisodes 6 et 7)
- Alex Kingston : Miranda Pennebaker (saison 10 : épisode 8)
- Kirsten Prout : Lydia Wade (saison 10 : épisode 8)
- Marina Sirtis : Orli Elbaz (saison 10 : épisode 21 / saison 11 : épisode 2 / saison 13 : épisode 24)
- Colin Hanks : Richard Parsons (saison 10 : épisodes 23 et 24 / saison 11 : épisode 1)
- Millie Bobby Brown : Rachel Barnes (saison 12 : épisode 6)
- Lindsay Wagner : Barbara Bishop (saison 13, épisode 10, « Blood Brothers »)
- Taye Diggs : Sergent Aaron Davis (saison 13 : épisode 18)
- Michelle Obama : Elle-même (saison 13 : épisode 22)
- Bruce McGill : Henry Rogers (saison 14 : épisode 19)
- Kevin Pollak : Albert Hathaway (saison 15 : épisode 14)
- Dee Wallace : Claire Hall (saison 16 : épisode 5)
- Daphne Zuniga : Stacy Gordon (saison 17 : épisode 15)
- Megan Gallagher : Jennifer Leo (saison 16 : épisode 17 / saison 17 : épisode 12)
- Christopher Lloyd : Joseph Smith (saison 17 : épisode 20)
- Patricia Richardson : Judy Price Fielding (saison 19, épisode 7)
- Donna Mills (VF : Françoise Pavy): Wanda Prescott (saison 22, épisode 3)

Version française
Studio de doublage : S.O.F.I. (saisons 1 à 6), Mediadub International (saisons 7 à 14) & Hiventy (depuis la saison 15)
Direction artistique : Érik Colin, Antoine Nouel, Michel Dodane, Philippe Chatriot (saisons 1 à 6) & Laura Préjean (depuis la saison 7)
Adaptation : Pierre Soyer, Vincent Szczepanski, Joëlle Martrenchard, Lionel Deschoux, Pascale Gatineau, Sophie Danger, Jonathan Amram, Laurent Gourdon & Stéphane Salvetti

### Évolution de l'équipe
Cette série de fiction met en scène une équipe du Naval Criminal Investigative Service (NCIS), agence peu connue, aussi bien dans la série que dans la vie réelle. L'équipe est commandée par l'agent spécial Leroy Jethro Gibbs. Ses membres sont des agents spéciaux enquêtant uniquement sur des crimes ayant un lien avec le personnel de la Marine des États-Unis, y compris le Corps des Marines des États-Unis qui lui est administrativement rattaché.
La composition de l'équipe a changé à plusieurs reprises au cours des saisons : Leroy Jethro Gibbs, le chef de l'équipe, les agents Anthony DiNozzo (Tony) et Caitlin Todd (Kate), le médecin légiste Donald Mallard (Ducky) et l'experte scientifique Abigail Sciuto (Abby) sont présents depuis le début de la série et ont alors comme directeur Thomas Morrow.
Durant la première saison, ils sont régulièrement aidés par Timothy McGee, qui deviendra définitivement agent du NCIS à partir de la deuxième saison. Au cours de la saison Gerald Jackson, l'assistant légiste du docteur Mallard est blessé par balle à l'épaule qui l'empêche de travailler, il est donc remplacé par Jimmy Palmer.
À la fin de la seconde saison, Caitlin Todd meurt et c'est l'agent de liaison du Mossad Ziva David qui la remplace, tandis que Jennifer Shepard succède à Thomas Morrow au poste de directeur du NCIS.
L'équipe de terrain de Gibbs ne change alors plus pendant quelques saisons. Néanmoins, le directeur Shepard meurt à la fin de la cinquième saison et est remplacée par Leon Vance.
De nouveaux changements surviennent à partir du début de la saison 11, Ziva démissionne du NCIS et retourne en Israël ; elle est remplacée par une ex-analyste de la NSA, Eleanor Bishop.
La fin de la saison 13 marque un nouveau départ et de nouvelles arrivées. Anthony DiNozzo quitte le NCIS, remplacé dans la saison 14 par Nicholas Torres (Nick) et Alexandra Quinn (Alex). Quinn quittera le NCIS rapidement, et l'équipe retrouvera sa forme initiale de quatre agents. Par ailleurs, l'agent de liaison du MI-6 Clayton Reeves fait son entrée au NCIS également dans la saison 14.
Le dernier épisode de la saison 15 marque le décès de Clayton Reeves en voulant protéger Abby, cette dernière décide de quitter le NCIS et est remplacée par Kasie Hines (les deux expertes avaient déjà collaborés ensemble lors d'une autre enquête de la saison 15). Cette saison marque également l'arrivée de Jack Sloane en tant que psychologue du NCIS.
À la fin du seizième épisode de la saison 16, le Dr Mallard décide de laisser sa place de médecin-légiste en chef à Jimmy Palmer. Dans l'épisode suivant, le Directeur Vance décide de lui offrir le poste d'historien du NCIS, ce qu'il accepte.
Jack Sloane quitte le NCIS pendant la dix-huitième saison tout comme Bishop à la fin de cette même saison. Cette dernière est remplacée par l'agent Jessica Knight apparue dans les deux derniers épisodes de la dix-huitième saison.
Leroy Jethro Gibbs est suspendu de ses fonctions au NCIS à la fin de l'épisode 10 de la saison 18. Néanmoins, le personnage reste présent dans la série jusqu'à l'épisode 4 de la saison 19. Il est remplacé à la tête de l'équipe par Alden Parker, un ex-agent du FBI.
Le Dr Mallard meurt dans son sommeil au début de la vingt-et-unième saison, ce décès fait suite à celui de son interprète, David McCallum.

### Relations
Les relations entre les personnages sont amicales, notamment au sein de l'équipe de terrain (Timothy McGee, Anthony DiNozzo, Caitlin Todd, Ziva David et Eleanor Bishop) qui se taquinent continuellement. Cette bonne humeur contraste souvent avec le caractère strict, autoritaire et quelque peu renfermé de leur chef, Gibbs, qui cependant leur porte beaucoup d'affection. La relation entre Ziva et Tony est assez floue et occupe une place importante dans la série, mêlant séduction, amitié et taquinerie — relation semblable en certains points à celle que partagent Tony et Kate dans les deux premières saisons. Elle passionne les fans de la série, qui l'ont surnommée « Tiva », tandis que l'éventualité d'un futur couple Tony-Ziva dans le scénario de la série est régulièrement évoquée par la presse,.
L'expression « Tiva » est également employée par l'acteur Michael Weatherly pour évoquer l'évolution de cette relation dans la 10e saison,. Les deux personnages se rapprochent en effet nettement au cours de cette dernière,.
L'équipe de terrain est très soudée et peut s'appuyer sur l'aide précieuse du médecin légiste Donald Mallard, de son assistant ainsi que d'Abby, la technicienne de laboratoire. Les oppositions de points de vue entre le directeur de l'agence Leon Vance et Gibbs, chef de l'équipe, sont régulières. Cependant, ce dernier brave très rarement les ordres de son supérieur.

## Production

### Attribution des rôles et évolution du casting
Pour le rôle de Gibbs, plusieurs noms ont été évoqués, comme celui d'Harrison Ford et Scott Glenn, on a également pensé à ce dernier pour le rôle de Ducky. Scott Bakula était également pressenti pour le rôle (il aura plus tard le rôle principal de NCIS : Nouvelle-Orléans), mais c'est finalement Mark Harmon qui est choisi et qui était un nom suivi dès le départ.
Concernant le rôle de Caitlin Todd, l'équipe de production pense au départ à Jennifer Aniston, avant qu'elle refuse le rôle à cause de trop nombreux tournages. Le rôle est ensuite donné à Sasha Alexander.
Sasha Alexander signale à CBS et Donald Bellisario, juste avant la fin de la seconde saison, qu'elle souhaite quitter la série ; les acteurs ne sont alors pas informés de son départ. Le scénario initial prévoit que le personnage Caitlin Todd reçoive une balle dans la poitrine et qu'elle survive grâce à son gilet pare-balles. Une fin alternative dans laquelle elle reçoit la balle en pleine tête est cependant tournée. C'est finalement cette scène qui est envoyée au montage au dernier moment, permettant de garder le départ de l'actrice secret le plus longtemps possible afin de créer un effet de surprise chez les téléspectateurs,. Le 10 octobre 2005, Cote de Pablo rejoint la série après le départ de Sasha Alexander lors de la saison précédente.
Donald Bellisario (showrunner et producteur exécutif) et l'acteur Mark Harmon ne s'entendant plus, en raison notamment d'un rythme de travail trop éprouvant, l'acteur aurait signalé aux patrons de CBS que si Donald Bellisario ne partait pas, il quitterait la série définitivement (sa défection temporaire est visible à l'écran dans le dernier épisode de la troisième saison à travers le départ à la retraite éphémère de l'agent Gibbs et son retour au début de la saison suivante). CBS cède alors et Mark Harmon reprend finalement son rôle, tandis que Donald P. Bellisario quitte ses fonctions de showrunner en mai 2007, tout en restant producteur exécutif,. Bill Carter du The New York Times explique, au sujet de l'opposition entre l'acteur Mark Harmon et le showrunner Donald Bellisario, que « souvent, ce genre de faille peut faire dérailler une série à succès », ce qui ne s'est pas produit pour NCIS. L'Otago Daily Time s'étonne ainsi en 2008 que la série ait survécu, malgré un « défilé de changement de casting » et la querelle entre l'acteur et le producteur.
Le 7 août 2005, Lauren Holly est annoncée dans le rôle la nouvelle directrice du NCIS à partir de la troisième saison.
Le 9 juin 2008, on apprend que Rocky Caroll rejoint la série en tant que personnage régulier (présent au générique) en remplacement de Lauren Holly qui quitte la série à la fin de la cinquième saison.
Plusieurs membres de la famille des différents acteurs ont obtenu un rôle dans la série. Dans l'épisode Retrouvailles (saison 6), Leroy Jethro Gibbs retourne dans le passé avec une série de flashbacks ; l'acteur qui joue le jeune Jethro n'est autre que Sean Harmon, le fils de Mark Harmon. Il rejoue par la suite Gibbs jeune dans les plusieurs autres épisodes de la série. La fille de Donald Bellisario, Troian Bellisario, apparaît également dans plusieurs épisodes au cours desquels elle interprète le rôle de Sarah McGee, la sœur cadette de Timothy McGee. Le fils du producteur exécutif, Michael Bellisario, participe quant à lui à la série dans la troisième saison, sous les traits de Charles Sterling.
Le 29 avril 2010, on apprend que David McCallum sera présent dans la huitième saison de NCIS tout comme Mark Harmon, Cote de Pablo et Rocky Caroll. Le 6 juin 2010, c'est Pauley Perette qui annonce qu'elle sera dans la huitième saison de la série. Le 14 juin, on apprend également que Michael Weatherly sera dans la nouvelle saison de la série. Les craintes de voir un casting changé après les prolongations de contrats d'acteurs difficiles, sont écartées après l'annonce le 21 juin 2010 de la prolongation de contrat de Sean Murray qui sera dans la huitième saison.
Les acteurs Mark Harmon, Cote de Pablo, Michael Weatherly, Pauley Perette, Sean Murray, Rocky Carroll et David McCallum sont présents dans la 10e saison et les contrats de certains d'entre eux avec les studios CBS TV garantissent alors leur présence pour une éventuelle 11e saison, confirmée ultérieurement.
Le 19 juin 2012, il est annoncé que Brian Dietzen, qui interprète l'assistant médecin légiste Jimmy Palmer depuis la première saison, deviendra à partir de la saison 10 acteur principal et sera donc crédité au générique.
En avril 2013, seule Cote de Pablo n'a pas signé de contrat pour la onzième saison, suscitant des interrogations dans la presse sur son possible départ de la série,,,. Elle annonce officiellement son départ le 10 juillet, après huit saisons dans la série. Selon Les Moonves, président-directeur général de CBS Corporation, il ne s'agirait pas d'une question de salaire ; l'actrice indique quant à elle vouloir se consacrer à sa famille. Elle est présente dans les deux premiers épisodes de la onzième saison. À partir du neuvième épisode, elle est remplacée par l'actrice Emily Wickersham, qui interprète un personnage féminin nommé Eleanor Bishop, Mark Harmon a lui prolongé pour deux saisons supplémentaires.
Le 4 janvier 2016 Michael Weatherly annonce qu'il quitte la série au terme de la saison 13, un hommage lui est rendu en France, avec une rediffusion par M6, de 10 épisodes marquants de l'acteur, Mark Harmon de son côté à signé un contrat avec la série jusqu'en 2018 minimum.
Le 13 juin 2017, le départ de l'actrice Jennifer Esposito est annoncé à la suite du décès de Gary Glasberg, l'un des producteurs exécutifs de la série, qui avait créé le personnage d'Alexandra Quinn. La comédienne Maria Bello rejoint la série pour trois saisons, son personnage Jacqueline Sloane remplaçant numériquement celui d'Alexandra Quinn ; elle fait sa première apparition dans le quatrième épisode de la saison 15.
Le 4 octobre 2017, l'actrice Pauley Perrette annonce son départ de la série à la fin de la quinzième saison, un hommage lui est rendu en France avec une rediffusion par la chaine M6, de dix épisodes marquants de l'actrice après l'épisode 22, Ce n'est qu'un au revoir.
En mars 2019, alors que la seizième saison bat son plein aux États-Unis, l'acteur David McCallum annonce avoir renégocié son contrat avec CBS. Il apparaitra désormais douze épisodes par saison, au lieu de vingt-quatre comme auparavant.
Cette saison sera marquée par le départ de Maria Bello, après le huitième épisode. Comme toutes les séries, NCIS a dû interrompre ses tournages à la suite de la pandémie de Covid-19, et ce quatre épisodes avant la fin réelle de la saison 17. Ainsi, ces épisodes étant reportés à la saison 18, Maria Bello y sera donc présente pour terminer l'histoire de son personnage, Jackie Sloane.
Au cours de cette même période, des doutes persistent quant à l'avenir de la série, Mark Harmon laissant entendre qu'il ne souhaiterait pas prolonger son contrat après la saison 18. Des rumeurs annoncent que CBS pourrait arrêter la série si ce départ venait à se confirmer. Mark Harmon décide cependant de prolonger son contrat pour pouvoir donner une conclusion à son personnage pendant la saison 19,.
Lors du dernier épisode de la saison 18, Emily Wickersham quitte la série après sept saisons. Elle est remplacée par Katrina Law, apparue dans les deux derniers épisodes de la saison 18, et qui devient actrice principale dès la saison 19,.
La dix-neuvième saison marque l'arrivée de Gary Cole comme nouvel acteur principal, c'est le nouveau chef d'équipe à la place de Mark Harmon qui quitte la série Le 11 octobre 2021, après l'épisode 4 de la saison 19. Ce départ n'est cependant pas définitif, le producteur de la série estimant que le personnage est juste parti se reposer en Alaska,,. En France, M6 rend hommage au personnage avec une soirée exceptionnelle, comprenant la diffusion de dix épisodes parmi les plus marquants.
Le 25 septembre 2023, David McCallum décède à l'âge de 90 ans, il était le dernier acteur encore présent dans la série à être là depuis le tout premier épisode.

### Historique
Le 6 mars 2006, la série est renouvelée pour une quatrième saison sur CBS.
Le 14 février 2008, la série est renouvelée pour une sixième saison sur CBS.
Le 2 février 2011, la série est renouvelée pour une neuvième saison par CBS.
Le 3 février 2013, la série a été renouvelée pour une onzième saison.
Le 13 mars 2014, la série a été renouvelée pour une douzième saison sur CBS.
Le 11 mai 2015, la série a été renouvelée pour une 13e saison.
TV Line annonce le mois suivant que la série est renouvelée pour deux saisons supplémentaires.
Le 29 février 2016, la série est officiellement renouvelée pour une quatorzième et une quinzième saison.
Le 13 avril 2018, la chaîne annonce officiellement le renouvellement de NCIS pour une seizième saison qui sera diffusée à partir du 25 septembre 2018 sur CBS.
Le 11 avril 2019, la série est renouvelée pour une dix-septième saison diffusée du 24 septembre 2019 et qui se termine le 14 avril 2020 sur CBS, raccourcie à cause de la pandémie de Covid-19.
Le 5 mai 2020, la chaine annonce le renouvellement de NCIS pour une dix-huitième saison sur CBS.
Le 15 avril 2021, CBS renouvelle NCIS pour une dix-neuvième saison avec Mark Harmon. Cette saison marque l'arrivée de Gary Cole comme nouvel acteur principal.
Le 31 mars 2022, CBS annonce le renouvellement de NCIS pour une vingtième saison.
Le 21 février 2023, CBS annonce le renouvellement de la série pour une vingt-et-unième saison, repoussée à février 2024 à la suite d'une double grève : celle des scénaristes, du 2 mai au 27 septembre 2023, puis celle des acteurs, du 14 juillet au 9 novembre 2023.
Le 9 avril 2024, la série est renouvelée pour une vingt-deuxième saison par CBS.
Le 20 février 2025, CBS annonce le renouvellement de NCIS pour une vingt-troisième saison, qui retourne au créneau horaire du mardi à 20 h, celui historique de la série.

### Rémunération
Selon un classement du magazine TV Guide en 2010, Mark Harmon gagnerait 375 000 dollars par épisode et Michael Weatherly 125 000 dollars.
De 2013 à 2017, selon le magazine américain TV Guide, Mark Harmon gagnait 525 000 dollars par épisode. En 2013 et 2014, Michael Weatherly gagnait 250 000 dollars, Pauley Perrette 175 000 dollars et Cote de Pablo 120 000 dollars, tandis que Sean Murray et David McCallum étaient payés moins de 100 000 dollars par épisode,.

## Historique

### Introduction dans la sérieJAG
En 2003, la chaîne de télévision américaine CBS décide d'introduire de nouveaux personnages dans les épisodes 20 et 21 de la huitième saison de la série JAG dans le but, en cas de succès de créer un spin-off de la série.
Les acteurs présents dans cet épisode sont Mark Harmon qui joue le personnage de Jethro Gibbs, Michael Weatherly qui incarne le personnage de l'agent spécial Anthony DiNozzo, David McCallum qui interprète le docteur Donald Mallard, Pauley Perrette qui joue Abigail Sciuto et Alan Dale qui interprète le personnage du directeur Tom Morrow. L'actrice Robyn Lively est aussi présente dans ces deux épisodes dans lesquels elle incarne le rôle de l'agent du NCIS Vivian Blackadder, mais la chaîne de télévision CBS prend la décision de ne pas la garder.
Pour cette introduction dans JAG, il a fallu trouver un scénario et c'est la mort de Loren Singer, officier du JAG incarné par Nancy Chambers, qui fut l'élément déclencheur d'une nouvelle enquête. Dans le deuxième de ces épisodes apparaît aussi l'avocate Faith Coleman (jouée par Alicia Coppola) qui réapparaîtra par la suite à titre d'invitée dans quelques épisodes des deux premières saisons de NCIS : Enquêtes spéciales.
Le 12 avril 2013, le producteur exécutif Gary Glasberg annonce à TV Line que John M. Jackson, qui a interprété l'amiral Chegwidden dans les neuf premières saisons de JAG, fera une apparition lors de l'épisode final de la dixième saison de NCIS à titre d'avocat-conseil pour les membres de l'équipe de Gibbs.
L'acteur Patrick Labyorteaux, qui incarne Bud Roberts Jr, reprend son rôle dans le second épisode de la première saison, dans le premier épisode de la quatorzième saison et dans le douzième épisode de la quinzième saison.

### Création
NCIS : Enquêtes spéciales est créée en 2003 par Donald Bellisario et Don McGill pour la chaîne CBS. Donald Bellisario souhaite en faire une série plus divertissante, avec plus d'auto-dérision et plus riche en action que sa précédente création, JAG.
La série porte à l'origine le nom Navy NCIS, « Navy » étant redondant puisque le N de NCIS signifie déjà Navy. Ce choix a été fait d'une part pour attirer les téléspectateurs (entre autres ceux de JAG) qui ne connaîtraient pas ce service, et d'autre part pour éviter la confusion avec la série télévisée Les Experts, nommée CSI aux États-Unis,. Le nom NCIS est définitivement conservé à partir de la deuxième saison, aux États-Unis. En France, la série a toujours été appelée NCIS : Enquêtes spéciales, bien que son nom soit souvent abrégé en NCIS. En Allemagne, le nom de la série est Navy CIS.
Au Québec, la série a toujours été nommée NCIS, les saisons 1, 2, 6 et 7 diffusées par la chaîne Historia, présentant toutefois le générique français avec la mention « Enquêtes spéciales ». Pour les saisons 3 à 5, le générique ainsi que tous les crédits étaient ceux de la version originale anglophone, à l'exception notable du titre de l'épisode, qui apparaissait en français. Finalement, depuis la huitième saison, c'est le générique québécois qui figure à l'écran, c'est-à-dire avec la mention NCIS uniquement (comme la version originale), les crédits étant quant à eux en français.

### Intrigues des saisons
La série comporte à ce jour dix-huit saisons composées chacune de vingt-trois à vingt-cinq épisodes, à l'exception de la cinquième saison qui en compte dix-neuf.
Voici les faits marquants pour chacune des saisons ainsi que, le cas échéant, les arcs narratifs qu'elles contiennent.
Saison 1
La première saison est composée de vingt-trois épisodes. Elle est diffusée du 23 septembre 2003 au 25 mai 2004. Elle possède un arc narratif (ou « fil rouge ») qui se met en place lorsqu'un terroriste prend le médecin légiste Ducky, son assistant Gérald ainsi que l'agent Kate en otage (épisode 16). Dès lors, Leroy Jethro Gibbs le traquera jusqu'à l'épisode final de la saison dans lequel il découvrira l'identité de cet homme : Ari Haswari. Se posera alors un autre problème car Ari est un agent double du Mossad, infiltré dans une cellule terroriste et protégé par le FBI.
Saison 2
La deuxième saison est composée de vingt-trois épisodes. Elle est diffusée du 28 septembre 2004 au 24 mai 2005. Elle marque l'arrivée d'un personnage récurrent, Jimmy Palmer, qui est le nouvel assistant du Dr Mallard (déjà présent dans trois épisodes de la première saison). Le fil rouge de cette saison s'inscrit dans la suite de celui de la précédente concernant Ari. Cependant, ce personnage se fait plus discret dans l'intrigue. Il réapparaît lors de l'épisode final pour tendre un piège à l'équipe et tuer l'un de ses membres, Caitlin Todd, ce qui va affecter durablement les agents du NCIS.
Saison 3
La troisième saison est composée de vingt-quatre épisodes. Elle est diffusée du 20 septembre 2005 au 16 mai 2006. L'intrigue « Ari Haswari » se termine au début de cette saison quand Ziva David le tue en sauvant la vie de Gibbs. Cette dernière entre dans l'équipe en tant qu'agent de liaison du Mossad. Le fil rouge de la saison consiste en l'assistant temporaire d'Abby qui tente de tuer Anthony DiNozzo. Cette saison comporte un second fil rouge : Gibbs est victime d'un terroriste et devient amnésique alors qu'il a des renseignements sur un prochain acte terroriste à bord d'un navire de la Navy. Il retrouve la mémoire lorsque le bâtiment ciblé va exploser, il tente alors de le faire évacuer mais sa hiérarchie ne prend pas la menace au sérieux. Le navire explose. Face à sa propre impuissance à empêcher ce drame, Gibbs démissionne.
Saison 4
La quatrième saison est composée de vingt-quatre épisodes. Elle est diffusée du 19 septembre 2006 au 22 mai 2007. Elle commence avec une équipe chamboulée : DiNozzo est maintenant le chef de l'équipe depuis le départ de Gibbs à la suite de sa démission. Ce dernier revient cependant assez rapidement, DiNozzo se voit offrir la possibilité d'avoir sa propre équipe à Rota (Espagne), mais préfère continuer à travailler sous les ordres de Gibbs ainsi qu'avec ses actuels coéquipiers.
Le fil rouge de cette saison concerne Tony et Jeanne, sa nouvelle petite amie avec qui il semble avoir une relation sérieuse. Cette relation est très apparente puisqu'elle transparaît dans quasiment tous les épisodes. Un second fil rouge est disséminé dans cette saison, il porte sur un trafiquant d'armes, « La Grenouille », envers qui Jenny, la directrice du NCIS, semble être rancunière ; elle place donc Tony DiNozzo en couverture auprès de celui-ci. L'épisode final relie les deux affaires, révélant au téléspectateur que Jeanne est la fille de La Grenouille.
Saison 5
La cinquième saison est composée de seulement dix-neuf épisodes en raison de la grève des scénaristes de 2007. Elle est diffusée du 25 septembre 2007 au 20 mai 2008. Elle reprend le fil rouge de la quatrième saison là où il s'était arrêté. Tony a du mal à se remettre de sa séparation avec Jeanne. À la fin de la saison, Jenny Shepard décède lors d'un échange de tir avec des hommes de main d'une ennemie russe. Lauren Holly quitte donc la série, laissant sa place à Rocky Carroll qui interprète Leon Vance dans la saison suivante.
Saison 6
La sixième saison est composée de vingt-cinq épisodes, ce qui en fait à ce jour la saison la plus longue de la série. Elle est diffusée du 23 septembre 2008 au 19 mai 2009. Ancien directeur adjoint, Leon Vance succède à Jenny Shepard au poste de directeur du NCIS. Cette saison installe un nouveau fil rouge dès le premier épisode. Il concerne la présence d'une taupe au NCIS. Alors que cette affaire semble résolue, il s'avère en fait qu'il n'en est rien et que la taupe n'est autre que l'agent Lee. Ce fil rouge est cependant bouclé en milieu de saison et laisse place à un arc narratif centré sur Ziva : un de ses anciens collègues du Mossad est envoyé en infiltration et se retrouve face à la jalousie de DiNozzo. Lors d'une confrontation, ce dernier tue l'agent du Mossad en légitime défense. Ziva ne pouvant plus faire confiance à Tony, elle retourne en Israël. Cette saison permet également d'introduire les personnages de la première série dérivée de NCIS, NCIS : Los Angeles.
Saison 7
La septième saison est composée de vingt-quatre épisodes. Elle est diffusée du 22 septembre 2009 au 25 mai 2010. Elle clôt tout d'abord le fil rouge de la précédente saison centré sur Ziva : celle-ci ayant été capturée par des terroristes somaliens, l'équipe du NCIS part la sauver. Un nouvel arc narratif est installé, concernant cette fois une vengeance du Colonel Bell, évadé de sa prison au Mexique dans l'épisode 11. Finalement, Bell s'en prend aux proches de Gibbs, et lorsque ce dernier se rend au Mexique pour protéger son ancien mentor Mike Franks, il découvre Bell, tué par son bras droit : Jason Paul Dean. Gibbs est ensuite enlevé et ramené à Paloma Reynosa et Alejandro Rivera, frère et sœur. Ceux-ci ne sont autres que les enfants de Pedro Hernandez, l'assassin de la fille et de la femme de Gibbs, que ce dernier a tué. Ils veulent faire de Gibbs leur informateur sur les enquêtes du NCIS, sans quoi ils s'en prendront à ses proches, notamment son père. Paloma met en application sa menace sur les proches de Gibbs. Le fil rouge continue la saison suivante.
Saison 8
La huitième saison est composée de vingt-quatre épisodes. Elle est diffusée du 21 septembre 2010 au 17 mai 2011. Le premier épisode clôt le fil rouge de la saison précédente et en installe un nouveau à la fin de l'épisode lorsque Leon Vance reçoit un message du père de Ziva et directeur du Mossad, Eli David. Ce message fait planer un danger sur Leon Vance. Plus tard dans la saison, l'équipe de Gibbs va se trouver face à un tueur en série appelé « Port-to-Port Killer » (Le tueur de port en port, en français).
Pour traquer ce psychopathe, le casting de la série s'élargit à une seconde équipe du NCIS dirigée par l'agent EJ Barrett (interprétée par Sarah Jane Morris),. Le tueur en série, après avoir tué Mike Franks, mentor de Leroy Jethro Gibbs, prend cette dernière en otage, ainsi que Jimmy Palmer (l'assistant de Ducky) et Trent Kort, de la CIA : il veut en fait se venger de l'oncle de l'agent Barrett, qui n'est autre que le Secrétaire d’État à la Navy. Il est finalement abattu par Leon Vance et Jethro Gibbs ; le secrétaire d’État à la marine finit par démissionner.
Saison 9
La neuvième saison est composée de vingt-quatre épisodes. Elle est diffusée du 20 septembre 2011 au 15 mai 2012. Dès le premier épisode, un fil rouge prend forme, concernant la traque du tireur ayant blessé Tony et l'agente E.J. Barrett et tué l'agent Cade, coéquipier de cette dernière. Une fois ce fil rouge clos, s'en installe un second en fin de saison. Cette fois, un terroriste nommé Harper Dearing s'attaque aux installations de la marine, en divers lieux du monde. Il a en tête de venger la mort de son fils qui est décédé sur un navire à cause d'une déficience de sécurité à bord. Le cliffhanger du dernier épisode de la saison résulte de l'explosion d'une bombe — posée par Dearing — au siège social du NCIS, au Navy Yard de Washington.
Saison 10
La dixième saison est composée de vingt-quatre épisodes. Elle est diffusée du 25 septembre 2012 au 14 mai 2013. Le premier clôt le fil rouge de la saison précédente lorsque l'agent Gibbs tue Harper Dearing. Ducky, ayant fait une crise cardiaque dans la 9e saison, est obligé de limiter son travail d'autopsie et se déplace désormais avec une canne. Son assistant Jimmy Palmer prend ainsi de l'importance. Le second fil rouge, commençant dès l'épisode 11, porte sur la traque d'un assassin, responsable du double meurtre du directeur du Mossad, Eli David, et de l'épouse de Léon Vance. Effondrée après la mort de son père, Ziva travaille ardemment pour arrêter le tueur. Elle se rend notamment en Allemagne, accompagnée de Tony, ce qui participe au rapprochement des deux personnages,,. La dissolution de l'équipe de Gibbs clôt la saison.
Saison 11
La onzième saison est composée de vingt-quatre épisodes. Elle est diffusée du 24 septembre 2013 au 13 mai 2014. Elle marque le départ de, Ziva qui retourne en Israël, remplacée quelques épisodes plus tard par Eleanor Bishop. Le fil rouge de la saison précédente est clos à la mi-saison avec la fin de la traque de Parsa. À la fin de la saison, on apprend la mort du père de Gibbs. Cette saison sert d'introduction à la nouvelle série NCIS : Nouvelle - Orléans.
Saison 12
La douzième saison est composée de vingt-quatre épisodes. Elle est diffusée du 23 septembre 2014 au 12 mai 2015. Cette saison marque le début d'un nouveau fil rouge dès le premier épisode, on apprend en effet, qu'un terroriste essaie de tuer Gibbs pour venger la mort d'Ari. La troisième ex-épouse de Gibbs, dénommée Rebecca, fera sa première apparition dans la série. Jeri Ryan interprétera le rôle le temps d'un épisode. Le fil rouge se termine en milieu de saison. Un nouveau fil rouge s'installe, vers la fin de la saison, laissant planer un doute sur l'avenir de l'agent Gibbs dans la série.
Saison 13
La treizième saison est composée de vingt-quatre épisodes. Elle est diffusée du 22 septembre 2015 au 17 mai 2016. Cette treizième saison est composée de vingt-quatre épisodes. Le fil rouge de la douzième saison se termine en début de saison. Cette saison marque les retrouvailles entre Jeanne Benoit et Anthony DiNozzo. Le personnage d'Anthony DiNozzo quitte la série à la fin de cette saison, il découvre qu'il a un enfant avec Ziva David. Après la présumée mort de cette dernière, il décide de quitter son travail, pour s'occuper de sa fille Tali.
Saison 14
La quatorzième saison est composée de vingt-quatre épisodes. Elle est diffusée du 20 septembre 2016 au 16 mai 2017. Cette quatorzième saison est composée de vingt-quatre épisodes. Elle marque l'arrivée de deux nouveaux agents Nick Torres et Alexandra Quinn. La saison se termine sur un cliffhanger puisque le destin de l'agent McGee et de l'agent Gibbs n'est pas scellé — une fusillade conduit à l'incertitude sur le sort des deux agents. Quinn quitte la série après le dernier épisode de la saison pour s'occuper de sa mère atteinte de la maladie d'Alzheimer.
Saison 15
La quinzième saison est diffusée du 26 septembre 2017 au 22 mai 2018. Elle est composée de vingt-quatre épisodes. Le premier épisode clôt le fil rouge commencé dans le dernier épisode de la saison précédente, au Paraguay, alors que Tim McGee et Jethro Gibbs sont retenus prisonniers. La saison 15 voit, en son épisode 4, l’arrivée d’un nouveau personnage incarné par l’actrice américaine Maria Bello, Jacqueline « Jacky » Sloane ; elle est une psychologue-légiste. L’épisode 11 met en scène les deux agents Bishop et Torres en mission d’infiltration, épisode durant lequel, pour les besoins de la mission, les deux agents se rapprochent. Certains médias n’hésitent pas à comparer cette relation à celle qu’entretenaient Tony et Ziva, en leur temps. Cette saison marque la mort de Reeves et le départ de Abby, cette dernière est remplacée par Kasie qui est apparu dans les derniers épisodes de cette saison. À la fin de la saison, l'avenir du directeur Vance est incertain, car il est pris en otage par des terroristes iraniens.
Saison 16
La seizième saison a été diffusée du 25 septembre 2018 au 21 mai 2019. Elle est composée de vingt-quatre épisodes. Elle clôt le fil rouge sur le kidnapping du directeur Vance. Dans le dernier épisode, Ziva, que tout le monde pensait morte, se révèle être toujours vivante et prévient Gibbs qu'un danger approche…
Saison 17
La dix-septième saison a été diffusée du 24 septembre 2019 au 14 avril 2020. Elle est composée de vingt épisodes à cause de la pandémie de Covid-19. Elle continue le fil rouge de la précédente saison avec le retour de Ziva. Durant cette saison, Bishop et Torres se rapprochent beaucoup. Au milieu de cette saison, Gibbs part à "la pêche à l'esturgeon" selon son excuse. On découvrira dans la saison suivante pourquoi Gibbs a quitté l'équipe temporairement.
Saison 18
La dix-huitième saison a été diffusée du 17 novembre 2020 au 25 mai 2021. Elle est composée de seulement seize épisodes, une nouvelle fois à cause de la pandémie. La saison 18 commence avec un nouveau fil rouge, celui de la traque des trafiquants de drogue responsables de la mort de la fille de Fornell, Emily. Gibbs et Fornell se lancent à leur recherche. Les cinq premiers épisodes de la saison 18 sont situés chronologiquement entre l'épisode 8 et 18 de la saison 17.
Cette saison laisse planer le doute sur l'avenir de Gibbs au NCIS. L'épisode 10 est marquée par un incident qui provoquera la suspension de l'agent Gibbs de ses fonctions. N'étant plus au NCIS, celui-ci se lancera dans une nouvelle enquête avec une journaliste. La fin de la saison se termine sur un cliffhanger avec le sort de Gibbs incertain.
Cette saison marque le départ d'Emily Wickersham alias Bishop et Maria Bello alias Sloane et l'arrivée d'un nouvel agent : Jessica Knight.
Cette saison marque également le 400e épisode de la série, qui retrace la rencontre entre Ducky et Gibbs
Saison 19
La dix-neuvième saison a été diffusée du 20 septembre 2021 au 23 mai 2022. Elle est composée de vingt et un épisodes. Elle continue l'intrigue avec l'avenir en suspens de Gibbs et termine le fil rouge de la saison précédente avec l'explosion du bateau de Gibbs. Cette saison marque le départ de Gibbs lors du 4e épisode de la saison. Après le départ de Gibbs, c'est Alden Parker qui le remplace à la tête de l'équipe. Cette saison marque également l'arrivée définitive dans l'équipe de l'agent Jessica Knight.
La fin de la saison met un doute quant à l'avenir de l'agent Parker dans l'équipe.
Saison 20
La vingtième saison est diffusée du 19 septembre 2022 au 22 mai 2023. Elle commence avec un crossover mettant en scène une partie de l'équipe de NCIS : Hawai'i. Elle clôt le fil rouge précédent sur l'avenir de l'agent Parker. Cette saison permet d'assister au premier triple crossover de la franchise NCIS avec NCIS : Los Angeles et NCIS : Hawai'i. La saison se termine par un cliffhanger avec le sort incertain de l'agent Torres au sein du NCIS après une mission d'infiltration qui a fait ressurgir ses démons du passé.

Saison 21
La vingt et unième saison est diffusée du 12 février 2024 au 6 mai 2024. Elle clôt le fil rouge de la saison précédente sur le sort de Torres au sein de l'équipe.
La fin de la saison laisse un doute sur l'avenir de Jessica Knight au sein de la série.
Cette saison marque également le 1000e épisode de la franchise NCIS.
Saison 22
La vingt-deuxième saison est diffusée du 14 octobre 2024 au 5 mai 2025. Elle clôt le fil rouge de la saison précédente sur le sort de Knight au sein de l'équipe.
La fin de la saison s'achève par un traumatisme pour l'agent Parker et pour le reste de l'équipe.

## Franchise
NCIS a produit six spin-offs : NCIS : Los Angeles (2009–2023), NCIS : Nouvelle-Orléans (2014–2021), NCIS : Hawai (2021-2024), NCIS : Sydney (depuis 2023), NCIS: Origins (depuis 2024) et NCIS: Tony & Ziva (dès 2025).

### NCIS: Los Angeles

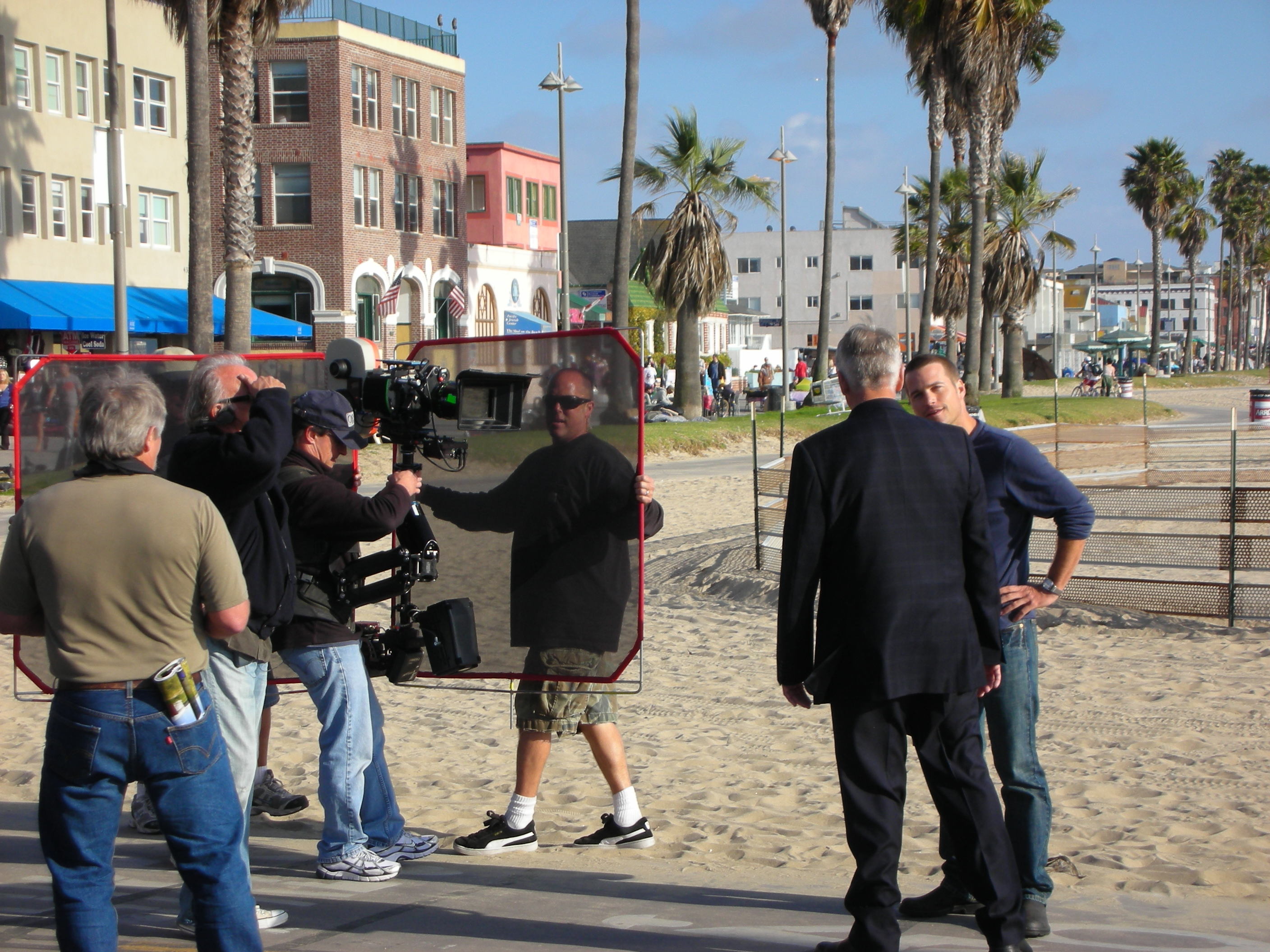
Tournage de la série à Los Angeles, avec Mark Harmon et Chris O'Donnell.

Face au succès de la série, une série dérivée, NCIS : Los Angeles, a été créée en 2009 à partir de l'univers de la série originale. Réalisée par Shane Brennan, son premier épisode est diffusé le 22 septembre 2009 aux États-Unis et au Canada et le 12 mars 2010 en France. De façon similaire à l'introduction des personnages de NCIS : Enquêtes spéciales dans un double épisode de JAG, les principaux protagonistes de NCIS : Los Angeles (à savoir G. Callen, Sam Hanna, Kensi Blye, Eric Beale et Nate Getz) sont introduits lors du double épisode Légende de la sixième saison de NCIS : Enquêtes spéciales, afin de les présenter aux téléspectateurs.
Deux personnages de NCIS : Enquêtes spéciales font des incursions dans cette série : le directeur du NCIS Leon Vance, avec un rôle récurrent dans la première saison, puis à titre d'invité dans le dernier épisode de la deuxième saison, dans le premier épisode de la suivante puis dans le troisième épisode de la saison 6 ainsi qu'Abby Sciuto, qui apparaît quant à elle dans les épisodes Meilleure ennemie et Le Fantôme de la première saison.
NCIS : Los Angeles est diffusée le même jour que la série originelle, à sa suite, et connaît un important succès : elle se positionne, pour les saisons 2010-2011 et 2011-2012, en seconde place des séries télévisées les plus regardées aux États-Unis, NCIS : Enquêtes spéciales occupant la première place,.
En novembre 2012, le site deadline.com annonce qu'une série dérivée de NCIS : Los Angeles pourrait voir le jour, introduite par un double épisode pilote à venir, au cours de la quatrième saison ; cette nouvelle série serait également réalisée par Shane Brennan. L'information est reprise par de nombreux médias (The Hollywood Reporter, The Huffington Post, L'Express, etc.),,,. Le double épisode pilote a pour nom NCIS : Red. Les acteurs Miguel Ferrer, Edwin Hodge, John Corbett, Kim Raver, Scott Grimes et Gillian Alexy (en) intègrent, au premier trimestre 2013, le casting du double épisode,. Il est diffusé en deux parties les 19 et 26 mars 2013 aux États-Unis et au Canada.
Le 15 mai 2013, la chaîne CBS déclare ne pas donner jour à NCIS : Red, guère convaincue, selon la presse, par les audiences des deux épisodes pilotes diffusés (respectivement 16,6 et 14,3 millions de téléspectateurs) ; une cinquième saison de NCIS : Los Angeles est néanmoins programmée.
Le 20 janvier 2023, CBS annule la série après 14 saisons, elle se termine le 21 mai 2023 après 323 épisodes.

### NCIS: Nouvelle-Orléans
En septembre 2013, le site deadline.com annonce qu'un second spin-off est en cours de préparation et devrait donner lieu à deux épisodes pilotes au printemps 2014, on apprend ensuite que la série se déroulera à La Nouvelle-Orléans, et qu'elle sera produite par Mark Harmon et Gary Glasberg.
Les épisodes 18 et 19 (Crescent City, part I & II) de la onzième saison introduisent les personnages des agents spéciaux Dwayne « King » Cassius Pride (interprété par Scott Bakula), Christopher Lasalle et Meredith « Merri » Brody et du médecin légiste, le docteur Loretta Wade (interprétée par CCH Pounder). Ils sont diffusés le 25 mars et le 1er avril 2014 sur CBS aux États-Unis et sur Global au Canada.
Le 9 mai 2014, CBS confirme la production de cette nouvelle série dérivée.
La série est diffusée dès le 23 septembre 2014 aux États-Unis et au Canada.
Le 18 février 2021, CBS annule la série pour cause d'audience insuffisante,. L'ultime épisode est diffusé le 23 mai 2021 aux États-Unis.

### NCIS: Hawaiʻi
Le 17 février 2021, plusieurs médias annoncent qu'un nouveau spin-off est en préparation pour CBS, il se déroulerait très certainement à Hawaï car l'impact de la pandémie y est faible, rien n'a été confirmé par CBS immédiatement,. D'après certaines informations, le chef de l'équipe devrait être une femme, une première pour la franchise.
Le 23 avril 2021, CBS confirme l'information avec pour chef d'équipe Jane Tennant. Le premier épisode de la série est diffusé le 20 septembre 2021.
La série n'est pas introduite par un épisode issu d'une autre série de la franchise NCIS.
Le personnage principal, Jane Tennant, est interprété par Vanessa Lachey. Elle est accompagnée par Yasmine Al-Bustami, Alex Tarrant, Noah Mills et Jason Antoon.
Le 26 avril 2024, la série est annulée après seulement trois saisons. L'ultime épisode est diffusé le 6 mai 2024 sur CBS.

### NCIS: Sydney
Le 15 février 2022, CBS et Paramount+ annoncent qu'un nouveau spin-off prenant place en Australie est en préparation. La série est produite par Morgan O'Neill, producteur de NCIS : Los Angeles.
Le 6 juin 2023, il est révélé que le tournage de la série a débuté en mai 2023. Les rôles principaux sont attribués à Olivia Swann, Todd Lasance Tuuli Narkle, Sean Sagar, Mavournee Hazel et William McInnes. La diffusion débute le 10 novembre 2023 sur la chaîne australienne Network 10. Elle est également diffusée aux États-Unis sur CBS à partir du 14 novembre 2023,.

### NCIS: Origins
Le 5 janvier 2024, CBS annonce qu'un nouveau spin-off de NCIS est en préparation. Il sera centré sur les débuts de Gibbs au sein du NIS (futur NCIS) en 1991. Il est également annoncé que Mark Harmon sera présent dans la série en tant que narrateur. Son fils, Sean Harmon, en sera producteur.
Le 4 mars 2024, on apprend que l'acteur Austin Stowell est choisi pour incarner Leroy Jethro Gibbs.
Durant les jours suivants, le casting se dévoile avec Mariel Molino est choisie pour interpréter la jeune marine, Lala Dominguez, Kyle Schmid est annoncé comme étant Mike Franks, Tyla Abercrumbie jouera le rôle de Mary Jo Sullivan et Diany Rodriguez celui de Vera Strickland.
La série est diffusée depuis le 14 octobre 2024.

### NCIS: Tony & Ziva
Le 28 février 2024, Paramount + commande un nouveau spin-off centré sur Ziva et Tony qui se déroulera en Europe et qui racontera leur vie ainsi que celle de leur fille, Michael Weatherly et Cote de Pablo en seront les producteurs exécutifs.
Le 7 mai 2024, Michael Weatherly dévoile le titre de la série, NCIS: Tony & Ziva.
Le 15 juillet 2024, le casting est étoffé avec les noms d'Isla Gie, Amita Suman, Maximilian Osinski (en), James D'Arcy, Nassima Benchicou, Julian Ovenden, Terence Maynard et Lara Rossi (en).
La série sera diffusée à partir du 4 septembre 2025.

## Audiences
en gras : les meilleurs audiences de la série sur une saison
| Saison | Nombre d'épisodes | Horaires                       | Horaires   | Diffusion France : M6 | Diffusion France : M6 | Diffusion États-Unis : CBS | Diffusion États-Unis : CBS | Audiences Live (en millions)  | Audiences Live (en millions)            | Audiences Live (en millions) |
| Saison | Nombre d'épisodes | France                         | États-Unis | Début de saison       | Fin de saison         | Début de saison            | Fin de saison              | Moyenne de la saison (France) | Moyenne de la saison (États-Unis) à J+7 | Rang (États-Unis)            |
| ------ | ----------------- | ------------------------------ | ---------- | --------------------- | --------------------- | -------------------------- | -------------------------- | ----------------------------- | --------------------------------------- | ---------------------------- |
| 1      | 23                | mercredi puis vendredi 20 h 50 | mardi 20 h | 3 mars 2004           | 15 octobre 2004       | 23 septembre 2003          | 25 mai 2004                | 3,80                          | 11,84                                   | 26                           |
| 2      | 23                | vendredi 20 h 50               | mardi 20 h | 2 septembre 2005      | 16 décembre 2005      | 28 septembre 2004          | 24 mai 2005                | 5,08                          | 13,57                                   | 22                           |
| 3      | 24                | vendredi 20 h 50               | mardi 20 h | 1er septembre 2006    | 12 janvier 2007       | 20 septembre 2005          | 16 mai 2006                | 6,20                          | 15,27                                   | 16                           |
| 4      | 24                | vendredi 20 h 50               | mardi 20 h | 26 octobre 2007       | 22 février 2008       | 19 septembre 2006          | 22 mai 2007                | 6,40                          | 14,54                                   | 20                           |
| 5      | 19                | vendredi 20 h 50               | mardi 20 h | 29 août 2008          | 16 janvier 2009       | 25 septembre 2007          | 20 mai 2008                | 6,86                          | 14,41                                   | 14                           |
| 6      | 25                | vendredi 20 h 50               | mardi 20 h | 4 septembre 2009      | 26 février 2010       | 23 septembre 2008          | 19 mai 2009                | 6,54                          | 17,77                                   | 5                            |
| 7      | 24                | vendredi 20 h 50               | mardi 20 h | 20 août 2010          | 4 février 2011        | 22 septembre 2009          | 25 mai 2010                | 5,35                          | 19,33                                   | 4                            |
| 8      | 24                | vendredi 20 h 50               | mardi 20 h | 11 février 2011       | 2 mars 2012           | 21 septembre 2010          | 17 mai 2011                | 6,00                          | 19,46                                   | 5                            |
| 9      | 24                | vendredi 20 h 50               | mardi 20 h | 23 mars 2012          | 11 janvier 2013       | 20 septembre 2011          | 15 mai 2012                | 5,35                          | 19,49                                   | 3                            |
| 10     | 24                | vendredi 20 h 50               | mardi 20 h | 18 janvier 2013       | 20 décembre 2013      | 25 septembre 2012          | 14 mai 2013                | 4,97                          | 21,34,                                  | 1                            |
| 11     | 24                | vendredi 20 h 50               | mardi 20 h | 7 mars 2014           | 28 novembre 2014      | 24 septembre 2013          | 13 mai 2014                | 4,24                          | 19,77                                   | 3                            |
| 12     | 24                | vendredi 20 h 50               | mardi 20 h | 28 août 2015          | 13 mai 2016           | 23 septembre 2014          | 12 mai 2015                | 3,69                          | 18,25                                   | 3                            |
| 13     | 24                | vendredi 20 h 50               | mardi 20 h | 20 mai 2016           | 10 février 2017       | 22 septembre 2015          | 17 mai 2016                | 3,35                          | 16,61                                   | 3                            |
| 14     | 24                | vendredi 20 h 50               | mardi 20 h | 14 avril 2017         | 15 décembre 2017      | 20 septembre 2016          | 16 mai 2017                | 3,06                          | 14,63                                   | 3                            |
| 15     | 24                | vendredi 20 h 50               | mardi 20 h | 28 décembre 2018      | 7 juin 2019           | 26 septembre 2017          | 22 mai 2018                | 2,76                          | 17,02                                   | 5                            |
| 16     | 24                | vendredi 20 h 50               | mardi 20 h | 14 juin 2019          | 28 février 2020       | 25 septembre 2018          | 21 mai 2019                | 2,95                          | 15,57                                   | 3                            |
| 17     | 20                | vendredi 20 h 50               | mardi 20 h | 13 mars 2020          | 12 mars 2021          | 24 septembre 2019          | 14 avril 2020              | 3,19                          | 15,33                                   | 2                            |
| 18     | 16                | vendredi 20 h 50               | mardi 20 h | 19 mars 2021          | 29 octobre 2021       | 17 novembre 2020           | 25 mai 2021                | 2,53                          | 12,58                                   | 3                            |
| 19     | 21                | mardi puis samedi 21 h 10      | lundi 21 h | 1er mars 2022         | 6 août 2022           | 20 septembre 2021          | 23 mai 2022                | 1,74                          | 10,90                                   | 3                            |
| 20     | 22                | samedi 21 h 10                 | lundi 21 h | 15 avril 2023         | 22 juillet 2023       | 19 septembre 2022          | 22 mai 2023                | 1,32                          | 9,86                                    | 3                            |
| 21     | 10                | samedi 21 h 10                 | lundi 21 h | 11 mai 2024           | 8 juin 2024           | 12 février 2024            | 6 mai 2024                 | 1,23                          | 9,66                                    | 4                            |
| 22     | 20                | samedi 21 h 10                 | lundi 21 h | 22 mars 2025          | /                     | 14 octobre 2024            | 5 mai 2025                 | 0,92                          | 8,56                                    | 5                            |
| 23     |                   |                                | mardi 20 h | /                     | /                     | 14 octobre 2025            | /                          | /                             | /                                       | /                            |

### Audiences aux États-Unis

#### Audience télévision
L'audience moyenne de la série aux États-Unis ne cesse globalement d'augmenter au fil des saisons. Depuis la saison 11, elle subit une baisse.
Pour sa première saison, la série a compté 11,84 millions de téléspectateurs en moyenne par épisode.
La seconde saison de NCIS : Enquêtes spéciales s'est placée au 22e rang des programmes télévisés les plus regardés avec une moyenne de 13,57 millions de téléspectateurs par épisode,.
La troisième saison permet à NCIS de se hisser au 16e des meilleures audiences, tous programmes télévisés confondus, avec 15,27 millions de téléspectateurs en moyenne,.
Un léger recul de l'audience se fait sentir lors de la quatrième saison, dont chaque épisode attire en moyenne 14,54 millions de téléspectateurs (moins 0,8 million par rapport à la 3e saison).
La cinquième saison de NCIS, avec 14,41 millions de téléspectateurs en moyenne, enregistre une forte hausse comparée à l'audience de la précédente saison. L'épisode Requiem se distingue particulièrement avec 18,20 millions de téléspectateurs, ce qui constitue à l'époque le record d'audience pour la série,.
L'audience de la sixième saison, de 17,77 millions de téléspectateurs, permet à la série de se positionner 5e, tous programmes télévisés confondus,,.
L'audience moyenne de la septième saison est de 19,33 millions de téléspectateurs par épisode. Elle permet à NCIS : Enquêtes spéciales d'être la série télévisée la plus suivie aux États-Unis, place jusqu'alors occupée par Les Experts,. La série devient par ailleurs le 4e programme télévisé le plus regardé.
La huitième saison permet à la série de conserver son rang de série la plus regardée aux États-Unis avec 19,46 millions de téléspectateurs en moyenne,. La série télévisée a effectué deux records d'audience successifs (et temporaires) lors cette saison : le 11 janvier 2011 avec 21,90 millions de téléspectateurs, puis le 1er février 2011 avec 22,85 millions de téléspectateurs,.
La neuvième saison, avec 19,49 millions de téléspectateurs par épisode en moyenne,, permet à la série de rester la plus regardée aux États-Unis pour la troisième saison consécutive. La série possède la 3e audience moyenne la plus forte, tous programmes télévisés (à diffusion régulière) confondus, derrière NBC Sunday Night Football et American Idol.
L'audience moyenne de la dixième saison est de 21,34 millions de téléspectateurs par épisode. Elle permet à la série de rester la plus regardée aux États-Unis pour la quatrième saison consécutive,,. C'est par ailleurs la saison ayant la moyenne d'audience la plus élevée.
Lors de l'épisode 12 de la dixième saison, le 15 janvier 2013, le précédent record d'audience de la 8e saison est battu de 10 000 téléspectateurs, avec 22,86 millions téléspectateurs,,,.
La onzième saison a une audience moyenne de 19,77 millions de téléspectateurs,. Si l'on tient compte des audiences dans les sept jours qui suivent la première diffusion (via notamment des magnétoscopes numériques), NCIS (22,40 millions de téléspectateurs) cède sa place de première série télévisée à The Big Bang Theory (23,1).
La douzième saison enregistre une audience moyenne de 18,25 millions de téléspectateurs. L'audience moyenne de la treizième saison est de 16,61 millions de téléspectateurs. Quant à la quatorzième saison, elle réunit en moyenne 14,63 millions de téléspectateurs.
En 2017, NCIS est la série la plus regardée aux États-Unis et la série dramatique la plus regardée, pour une huitième année consécutive en nombre de téléspectateurs.
En 2020, NCIS est une nouvelle fois la série la plus regardée aux États-Unis, et la série dramatique la plus regardée, pour la onzième année consécutive en nombre de téléspectateurs.
Lors de la saison 18, cependant, la série passe pour la première fois de son histoire en dessous les 10 millions de téléspectateurs et même en dessous de 9 millions, cela reste malgré tout des excellentes audiences.
Malgré cette baisse, NCIS demeure la série la plus regardée avec sa dix-huitième saison avec une moyenne de 9,48 millions de téléspectateurs devant le reboot de The Equalizer, pour la douzième année consécutive en tant que série dramatique. En live + 7, NCIS demeure également la série la plus regardée.
La saison 19, de la série, voit les audiences baisser passant pour la première fois en dessous de 8 et des 7 millions de téléspectateurs. Cela s'explique par le changement du jour de la diffusion de la série du mardi au lundi.
La dix-neuvième saison rassemble une moyenne de 10,90 millions de téléspectateurs en J+7, ce qui en fait une nouvelle fois la série la plus regardée pour la treizième année consécutive.
Lors du premier épisode de la vingtième saison, l'audience de la série passe pour la première fois en dessous des 6 millions de téléspectateurs, dû à une rude concurrence au même horaire, d'un match de football américain.
L'épisode crossover entre les trois séries de la franchise NCIS, diffusé le 9 janvier 2023 permet à la série de réaliser une audience de 7,93 millions de téléspectateurs, ce qui est la meilleure audience depuis le 4 octobre 2021.
La vingtième saison rassemble une moyenne de 9,86 millions de téléspectateurs à J+7, ce qui en fait une nouvelle fois la série la plus regardée pour la quatorzième année consécutive hors programmes sportifs.
La vingt-et-unième saison rassemble une moyenne de 9,66 millions de téléspectateurs à J+7, et pour la première fois depuis 2010, ce n'est pas série la plus vue sur la chaine, elle est dépassée par Tracker, dont le premier épisode a bénéficié d'une programmation après le Super Bowl LVIII.
Lors du troisième épisode la vingt-deuxième saison, l'audience de la série passe pour la première en dessous des 5 millions de téléspectateurs dû à une forte concurrence du football américain sur la FOX notamment.
Audience américaine moyenne par saison*

#### Audience plateforme de streaming
Selon le classement publié par l'institut américain Nielsen NetRatings, le 13 janvier 2021, NCIS, est la cinquième série la plus regardée en 2020 sur les plateformes de streaming, avec 28,13 milliards minutes d'écoute grâce à sa sortie sur Netflix, elle se place derrière Ozark et The Office notamment.
Le 23 janvier 2022, toujours selon le classement publié par l'institut américain Nielsen, NCIS, est la quatrième série la plus regardée en 2021 sur les plateformes de streaming, avec 29,53 milliards minutes d'écoute grâce à sa disponibilité sur Netflix, elle se place derrière Esprits criminels et Grey's Anatomy notamment.
Selon le classement publié par l'institut américain Nielsen, le 26 janvier 2023, NCIS, est la deuxième série la plus regardée sur les plateformes de streaming aux États-Unis, grâce à la diffusion d'une partie de ses saisons sur Netflix, avec 38,10 milliards minutes d'écoute, derrière Stranger Things et ses 52 milliards minutes.
Le 29 janvier 2024, est publié le classement par l'institut américain Nielsen sur les séries les plus vus sur les plateformes de streaming, NCIS, arrive troisième avec 39,40 milliards de minutes d'écoutes pour 443 épisodes disponibles sur Netflix et Paramount+ juste derrière Bluey et ses 43,90 milliards d'écoutes et Suits avec 57,70 milliards d'écoutes.
Selon le classement de l'institut américain Nielsen publié 27 janvier 2025, NCIS est la cinquième série la plus vue en 2024 sur les plateformes de streaming avec 35,91 milliards d'écoutes, grâce à sa diffusion sur Netflix, Paramount+ et Hulu, elle se classe derrière Bluey, première, qui comptabilise 55,62 milliards d'écoutes et Grey's Anatomy notamment.

### Audiences francophones
En France, lors la diffusion de la première saison, la série est en moyenne suivie par 3,80 millions de téléspectateurs par épisode. Pour la seconde saison, cette moyenne s'élève à 5,10 millions.
Avec la diffusion de sa troisième saison, la série connaît un véritable envol avec une moyenne de 6,20 millions de téléspectateurs.
La quatrième saison continue de voir ses audiences augmenter. NCIS : Enquêtes spéciales bat ainsi à plus de dix reprises Star Academy, ce qui semblait inimaginable quelques années auparavant. Fait encore plus inattendu, le 17 novembre 2006, la série se place devant un match de l'équipe de France de football.
Ainsi, selon Médiamétrie, le programme a non seulement enregistré son record d'audience historique, mais la chaîne a réalisé sa meilleure audience de l'année 2007, avec plus de 7,10 millions de téléspectateurs. L'engouement pour la série se confirme par la suite lors des rediffusions sur M6 durant l'été 2008. Celles-ci sont organisées en soirée à thèmes qui réunissent trois épisodes de saisons différentes axés sur un des personnages de la série : soirée « Tony », soirée « Abby », etc. Avec ce type de rediffusion, la chaîne de télévision réalise de bonnes audiences en se plaçant en deuxième position face à Koh-Lanta. La soirée spéciale Abby du 4 juillet a ainsi réuni 3,80 millions de téléspectateurs, soit autant que lors de la première diffusion de cette série.
La cinquième saison attire en moyenne 6,86 millions de téléspectateurs. Le 14 novembre 2008, lors du 12e épisode, la série bat son record d'audience en France avec plus 7,90 millions de téléspectateurs.
Avec seulement 6,54 millions de téléspectateurs en moyenne, la sixième saison enregistre un fléchissement de l'audience de 5,2 % (- 0,32 million) par rapport à la saison précédente.
La septième saison enregistre de nouveau un recul de 1,20 million de téléspectateurs, établissant sa moyenne à 5,35 millions pour 21,6 % de part de marché. Paradoxalement, cette saison est celle qui a enregistré les meilleures audiences aux États-Unis,. Ce recul doit toutefois être nuancé dans la mesure où sur les quatre épisodes ayant enregistré les plus bas taux d'audiences, trois d'entre eux diffusés lors des vacances d'été ont fait des parts de marché leur permettant de se classer premier.
Le quatrième, qui a obtenu le plus faible score d'audience de la saison (1,86 million de téléspectateurs), a quant à lui été diffusé le soir du 31 décembre. En 2010, NCIS : Enquêtes spéciales est la 2e meilleure audience de M6 avec 6,90 millions de téléspectateurs pour un des épisodes, la 1re étant le match de football du championnat d'Europe Bosnie-Herzégovine/France (8,10 millions de téléspectateurs).
La huitième saison voit son audience moyenne augmenter pour la première fois depuis la cinquième saison et continue d'avoir un certain succès auprès des téléspectateurs français. Elle compte en moyenne 6,00 millions de téléspectateurs par épisode.
L'audience moyenne par épisode de la neuvième saison — 5,35 millions de téléspectateurs — est du même niveau que celle de la septième saison.
Avec 4,97 millions de téléspectateurs par épisode en moyenne, l'audience de dixième saison atteint un seuil historiquement bas, puisque seule la première saison a bénéficié d'une audience inférieure. L'épisode le plus regardé de cette saison est le premier, avec 6,34 millions de téléspectateurs,.
Depuis la saison 16, les audiences françaises sont en baisse et avoisinent les 3 millions, ce qui permet malgré tout à M6 de réaliser de bon scores faces à Koh-Lanta ou même Capitaine Marleau.
Lors de la dix-neuvième saison, la série est diffusée désormais le mardi puis par la suite le samedi ce qui entraine une grosse chute des audiences qui ne dépassent plus les 2 millions de téléspectateurs.
Audience française moyenne par saison*
En Belgique francophone, la série connaît une certaine popularité, se plaçant en 2009 au rang de seconde série télévisée la plus regardée, et au 11e rang des programmes télévisés les plus vus la même année. 
En 2010, elle se place au 14e rang, tous programmes confondus. Le 29 décembre 2010, elle a été suivie par 664 157 téléspectateurs, ce qui la positionne en 20e place des meilleures audiences uniques de l'année 2010, toutes chaînes confondues. En 2011, la série se place en 15e position des programmes télévisés les plus regardés.
Au Québec, la série ne bénéficie pas d'une grande popularité, n'étant jamais incluse dans les trente émissions les plus regardées de la semaine. En revanche, NCIS est l'émission la plus populaire de la chaîne Historia : elle a battu le record d'écoute de la chaîne le 31 août 2011 lors de la diffusion de l'épisode L'effet d'une bombe (saison 8, épisode 3) avec un total de 199 000 téléspectateurs. Le précédent record d'écoute pour Historia était aussi détenu par un épisode de NCIS, l'épisode 15 de la sixième saison (Délivrance), diffusé le 9 septembre 2009 avec 194 000 téléspectateurs. Avant que NCIS ne soit diffusée sur la chaîne Historia en 2006, c'est sa série-mère, JAG, qui en était la série la plus populaire.

### Audiences internationales
L'audience du programme dans le monde – évaluée d'après les données des pays diffuseurs inclus dans un panel de 66 pays – s'élève en 2013 à 57,60 millions de téléspectateurs, en faisant la « série la plus regardée au monde », selon la formule de L'Express,.
En Allemagne, NCIS : Enquêtes spéciales, diffusée sur Sat.1, connaît un certain succès, avec des audiences allant de 2,48 millions (1re saison) à 3,68 millions de téléspectateurs (sixième saison). Les parts d'audience sont toujours comprises entre 8,1 (saison 1) et 11,9 % (saison 6). Elle est considérée comme populaire, le site Web promiflash.de s'interrogeant dans un article « Qui ne connaît pas la populaire série policière américaine NCIS ? »,. De surcroît, le site filmstarts.de place NCIS au premier rang dans son classement des dix « séries télévisées les plus populaires », en 2011.
En Australie, NCIS possède en 2004 la 19e audience (1,17 million de téléspectateurs) du Top 20 des meilleures audiences uniques de séries télévisées,. En 2005, elle se place au 16e rang avec 1,24 million de téléspectateurs, puis 12e en 2006 avec une audience de 1,32 million de téléspectateurs. L'année suivante, la série redescend au 13e rang avec 1,24 million de téléspectateurs, mais remonte en 2008 à la 4e place grâce à une audience de 1,36 million de téléspectateurs. En 2009, elle se place à la 3e place avec son record d'audience de 1,45 million de téléspectateurs, derrière deux séries télévisées australiennes, All Saints et Packed to the Rafters, mais également aux seizième et dix-neuvième places avec deux rediffusions. En 2010, la série ne s'est pas classée parmi les 40 programmes des chaînes gratuites, mais s'est en revanche classée 5e parmi les séries télévisées diffusées sur les chaînes gratuites.
Dans la partie anglophone du Canada, NCIS : Enquêtes spéciales semble être assez populaire, se classant quasiment toujours dans les trente émissions les plus regardées de la semaine, d'après BBM Canada. Pour être comptabilisée dans le top 30, NCIS doit être diffusée avant ou en même temps que la diffusion américaine grâce à la substitution simultanée, sans quoi certains téléspectateurs canadiens sont susceptibles de préférer visionner la série sur CBS — le diffuseur américain, dont les audiences ne sont pas comptabilisées —, les cotes d'écoute de Global s'en trouvant alors réduites au regard du nombre réel de téléspectateurs. L'épisode le plus regardé de la série au Canada, Detour (saison 10, épisode 16), diffusé le 26 février 2013, a été suivi par 2 847 000 téléspectateurs.
Lors du 54e Festival de Monte-Carlo qui a lieu en juin 2014, la série reçoit le prix de la série la plus regardée au monde en 2013 avec 57,6 millions de téléspectateurs à travers le monde,.

## Caractéristiques et succès de la série

### Succès populaire
La série télévisée est très bien reçue par les téléspectateurs aux États-Unis et en France, comme le montrent les fortes audiences qu'elle y a rencontrées. Elle est même, selon une étude d'Harris Interactive réalisée en mars 2011, la série préférée des téléspectateurs américains, reléguant à la seconde place la série Les Experts,. En France, selon une étude Promise Consulting d'août 2012 pour Le HuffPost, il s'agirait de la 3e série télévisée la plus considérée comme « proche de la série idéale » ; elle ne figure en revanche pas dans le classement des « dix séries télévisées les plus connues des Français »,,.
En juillet 2024, le site IMDB présente une note de 7,8/10 basée sur environ 168 000 internautes. À la même date, le site français Allociné présente une note de 3,9/5 à partir de plus de 49 200 votes. Le site SensCritique présente une note plus faible, de 5,8/10, d'après plus de 20 000 notes d'internautes.
Le succès d'audience de NCIS semble être dû davantage à la place prépondérante qui y est laissée à l'humour ainsi qu'aux relations particulières tissées entre les différents personnages qu'aux intrigues en elles-mêmes,. Certaines critiques notent que la série se veut accessible, que le téléspectateur peut la suivre « d'un œil distrait » et par ailleurs plonger dans l'histoire de n'importe quel épisode en quelques minutes ; le site messeriestv parle d'une série « prête à consommer »,.
Le 11 février 2015, le magazine Entertainment Weekly, publie un sondage montrant une nouvelle fois que la série est une nouvelle fois la plus appréciée des téléspectateurs américains.

#### Popularité des acteurs
Les acteurs principaux bénéficient d'une certaine popularité auprès du public grâce à leur participation dans la série. Selon un Q Rating (sondage) établi en 2011, parmi les sept acteurs de séries télévisées les plus appréciés aux États-Unis, on en dénombre cinq de la série NCIS : Pauley Perrette (Abby) se classe première, suivie de Cote de Pablo (Ziva). En 4e position, on retrouve Mark Harmon qui incarne Gibbs. Ce dernier précède en 5e position, David McCallum (Dr Mallard) et en 7e position, Michael Weatherly (Tony).

#### Différenciation face aux classiques du genre policier
En 2005, alors que la série en est à sa troisième saison, Gillian Flynn d'Entertainment Weekly écrit que NCIS (« peut-être la série la plus parfaitement irréprochable à la télévision [car] agréable, légèrement osée et rythmée, tout en évitant les images choquantes ») ne diffère alors guère de Les Experts ou Preuve à l'appui. Elle souligne néanmoins que la série tente de perdre son aspect rigide, se voulant « cool » ; elle évoque également les personnages « stéréotypés » et « sympathiques ».
En plaçant les relations entre personnages de l'équipe au premier plan, NCIS : Enquêtes spéciales se distingue de nombreuses autres séries policières plus classiques qui mettent en avant les enquêtes, à l'image de Les Experts ou New York, unité spéciale,. Le site messeriestv.fr analyse ainsi cette opposition : « […] NCIS a gagné en se posant comme l'anti-Experts. Plus drôles, humains et décalés, les joyeux drilles de NCIS ont fini par remporter leur bras de fer avec la machine de guerre d'Anthony E. Zuiker. » Gary Glasberg, l'un des producteurs exécutifs de la série, depuis 2009, estime que « NCIS n’est pas un simple polar, et que son intérêt premier n'est pas la résolution d’une enquête ». Selon lui, une évolution a eu lieu au fil des saisons, la série se concentrant davantage sur les interactions entre personnages et mettant les enquêtes au second plan. En 2013, pour Alain Carrazé, journaliste français des séries télévisées, NCIS est progressivement passée du statut de série policière à celui de « série familiale ».
La série préserve tout de même un côté classique avec la résolution d'affaires criminelles. L'acteur Michael Weatherly explique lui-même que « le public aime les histoires avec un début, un déroulé et une fin. Dans un procedural policier, à la fin, le coupable est identifié et arrêté, l'équipe est sauve ». Sylvain Trinel, de cinema-france.com, souligne en 2011 le bon équilibre « entre classicisme et nouveautés ».

#### Importance des personnages et de leurs interactions
Plusieurs critiques citent l'introduction, au fil des épisodes, de nombreux détails sur l'histoire, la vie hors du travail ou la personnalité des personnages comme un procédé efficace pour rendre ceux-ci plus proches et appréciés des téléspectateurs,,. June Thomas, du site américain slate.com, écrit en novembre 2011 qu'« il n'y a rien de particulièrement innovant dans la manière dont l'équipe de NCIS résout les crimes ». La réussite de la série tient selon lui plutôt au fait que les personnages — dont la personnalité et l'histoire personnelle sont réfléchies et bien intégrées par les scénaristes au sein des épisodes — épousent des valeurs traditionnelles qui correspondent au public ; pour le journaliste, NCIS est ainsi une « série conservatrice »,.
Le magazine français Télérama, sous la plume de Pierre Langlais, juge que la mécanique de la série « s'appuie surtout sur ses héros sympathiques, famille recomposée derrière leur patriarche, le pince-sans-rire Gibbs » ; le site allemand serienfans.tv partage cette analyse. Pour TV Magazine, « bien plus que les enquêtes, ce sont les interactions tendres ou sarcastiques entre les personnes qui font le sel de la série » ; une analyse que rejoint l'actrice Cote de Pablo dans une interview du site Entertainment Weekly.
Si les relations entre personnages tant mises en exergue semblent plaire aux téléspectateurs, de nombreuses sources s'accordent pour dire que c'est la conséquence de personnalités très différentes qui cohabitent au sein de l'équipe (« la camaraderie d'un groupe d'enquêteurs excentriques », dixit Bill Carter du New York Times). Pour Sandrine Cochard du site 20minutes.fr, les « personnages stéréotypés, mais attachants », avec Gibbs en « chef charismatique », donnent une « ambiance familiale qui rassure et permet à toute la famille de se retrouver devant NCIS ». L'article dit aussi qu'« à mille lieues des Experts, où circonvolutions de l'esprit et analyses scientifiques sont reines, NCIS ne cherche pas à flatter l'intelligence du téléspectateur, mais à le décontracter ». Ainsi, pour Enguérand Sabot (auteur du livre NCIS : Restricted Area), cité par l'article, la série « est moins élitiste et moins pointue que d'autres, c'est une façon de capter un auditoire plus jeune ».
L'acteur Mark Harmon pense que « le rythme de la série a toujours reposé sur des personnages forts qui ont de l'humour ». Humour, analyse-t-il dans une autre interview, qui « vient des personnages, du fait qu'on est une famille un peu dysfonctionnelle, et c'est peut-être ça qui attire les gens. […] C'est quelque chose que beaucoup de séries essaient d'insuffler à leur personnages, à leurs intrigues, mais c'est beaucoup plus dur qu'il n'y paraît ».

#### Présence marquée de l'humour
En France, Stéphane Argentin du site ecranlarge.com souligne que le programme a un tel succès « entre autres grâce à cette touche de légèreté omniprésente qui permet ainsi au téléspectateur de mieux « digérer » certains aspects peu ragoûtants de l'enquête (les autopsies de Ducky notamment) » et à « un humour que l'on doit à n'en pas douter à Donald Bellisario ». Le site commeaucinema.com dit lui aussi de l'humour qu'il est « à chaque coin d'épisode ». L'Hebdo Séries qui s'entretient avec Michael Weatherly avance également l'« humour potache, qu'on pourra juger rafraîchissant, ou complètement hasardeux ».
L'acteur Rocky Carroll ainsi que le coproducteur exécutif de la série télévisée, Chas. Floyd Johnson abonde dans ce sens, ce dernier citant l'humour comme l'un des « deux atouts de la série », le second étant selon lui les interactions de type familial entre les différents personnages,.

#### Cohésion au sein de l'équipe de production
Les acteurs de la série et de manière plus générale les membres de l'équipe de production sont particulièrement soudés, affirment-ils eux-mêmes,.
David McCallum (Donald Mallard), interviewé par lefigaro.fr, explique que « NCIS est une famille » : « on s'embrasse, on se prend dans les bras, on se fait des accolades jusque dans le camion maquillage. […] C'est ce qui fait toute la différence et le secret de notre succès, il me semble. » Pour l'actrice Pauley Perrette, l'attachement des acteurs à la série permet de rendre la série « toujours si vivante et si fraîche »,.
« On peut jouer la comédie et prétendre qu'on aime quelqu'un, ou on peut simplement aimer quelqu'un. Et notre groupe [d'acteurs] s'apprécie vraiment, et se respecte. Et c'est généralement ce qu'on cherche quand on travaille dans ce milieu, mais on le trouve rarement », juge Mark Harmon. Il explique par ailleurs que la bonne entente entre les scénaristes « […] est l'autre raison du succès. Nous avons réussi à conserver cette troupe ».
Le site commeaucinema.com note également l'existence d'« un casting quasiment inchangé depuis le début [qui] réunit des acteurs dont les interactions forment une alchimie parfaite autour de Leroy Jethro Gibbs (Mark Harmon) ».

### Faible reconnaissance de la critique
Si la série rencontre indéniablement un large succès populaire, ceci particulièrement aux États-Unis, la critique, notamment américaine, semble en revanche et dans son ensemble nettement plus réservée. Bill Carter explique ainsi dans le New York Times que la série « ne bénéficie presque pas de la reconnaissance de la critique » et n'est jamais nommée aux prix prestigieux. En septembre 2011, l'émission Accès privé diffusée par M6 s'étonne également qu'aucun Emmy Award n'ait été remis à la série ou ses acteurs cette année. L'absence de soutien de la part de la critique est également soulignée par 20minutes.fr — « NCIS est un succès d'audience sans soutien de la critique, sans avoir décroché de prix » —, par Puremédias, par le journaliste du Los Angeles Times Scott Collins, ou encore par le journaliste politique américain William Bradley. Pour ce dernier, le faible traitement médiatique dont bénéficie le programme télévisé est dû à son statut de procedural policier, genre auquel les critiques culturels ne s'intéresseraient désormais que peu.
Plusieurs critiques s'accordent sur le caractère peu original de la série, qui cependant « divertit, et le fait très, très bien » (dixit Andrea Johnson sur minotdailynews.com (en)) — grâce aux éléments mentionnés plus hauts, à savoir humour, personnalité et interactions des personnages. L'hebdomadaire français Télérama, sous la plume de Pierre Langlais, juge ainsi la série « sans grande inventivité, mais avec un savoir-faire indéniable pour les petits suspenses et les intrigues […] plaisantes ». C'est donc, selon le journaliste, un « honnête divertissement […], formaté, ronronnant, mais loin d'être désagréable ». Selon Rick Ellis, journaliste à Examiner.com, « malgré le fait que la série entre dans sa 10e saison placée en tête des classements hebdomadaires », NCIS est souvent rabaissée à un procedural standard.
Moins courantes, quelques critiques se font plus sévères, à l'image de celle de Brian Donovan sur le site True/Slant (en), qui dans un article titré « Really, America? NCIS is our most popular show? », qualifie la série télévisée de « stupide », critiquant notamment l'acteur Mark Harmon. Pour lui, la série n'est pas un véritable « procedural américain », en comparaison avec New York, police judiciaire ou Les Experts. Phil Dyess-Nugent, chroniqueur « télévision » au site The Onion, considère que « se sentir à moitié endormi » en regardant la série n'est « pas improbable » ; il fait néanmoins une critique plus positive de l'épisode qu'il commente dans son billet.

### Distinctions
La série, les acteurs et le personnel y travaillant ont reçu un certain nombre de récompenses ou de nominations.
ALMA Awards
- 2008 — nomination — Cote de Pablo — « meilleure actrice dans une série télévisée dramatique »[407] ;
- 2008 — nomination — Cote de Pablo — « meilleure actrice de l'année dans une série télévisée dramatique »[408] ;
- 2011 — remporté — Cote de Pablo — « meilleure actrice de l'année dans une série télévisée dramatique »[409] ;
- 2012 — nomination — Cote de Pablo — « meilleure actrice de l'année dans une série télévisée dramatique »[410].

ASCAP Awards (Association des compositeurs, auteurs, éditeurs de musique).
- 2004 — Award remporté — thème musical de Matt Hawkins, Maurice Jackson et Neil Martin[411] ;
- 2004 — Award remporté — Steven Bramson[411] ;
- 2006 — Award remporté — thème de Matt Hawkins, Maurice Jackson et Neil Martin[412] ;
- 2007 — Award remporté — thème de Matt Hawkins, Maurice Jackson et Neil Martin[413] ;
- 2008 — Award remporté — thème de Matt Hawkins, Maurice Jackson et Neil Martin[414] ;
- 2009 — Award remporté — thème de Matt Hawkins, Maurice Jackson et Neil Martin[415] ;
- 2010 — Award remporté — thème de Matt Hawkins, Maurice Jackson et Neil Martin[416] ;
- 2011 — Award remporté — thème de Matt Hawkins, Maurice Jackson et Neil Martin[417] ;
- 2012 — Award remporté — thème de Matt Hawkins, Maurice Jackson et Neil Martin[418] ;
- 2013 — Award nommé — Maurice Jackson et Neil Martin[419].

BMI Film & TV Award
- 2005 — Award remporté — Joseph Conlan[420] ;
- 2008 — Award remporté — Brian Kirk[421] ;
- 2009 — Award remporté — Brian Kirk[422] ;
- 2010 — Award remporté — Brian Kirk[423] ;
- 2011 — Award remporte — Brian Kirk[424] ;
- 2012 — Award remporté — Brian Kirk[425] ;
- 2013 — Award remporté — Brian Kirk[426] ;
- 2014 — Award remporté — Brian Kirk[427] ;
- 2015 — Award remporté — Brian Kirk[428] ;
- 2016 — Award remporté — Brian Kirk[429] ;
- 2017 — Award remporté — Brian Kirk[430] ;
- 2018 — Award remporté — Brian Kirk[431] ;
- 2019 — Award remporté — Brian Kirk[432] ;
- 2020 — Award remporté — Brian Kirk[433] ;
- 2021 — Award remporté — Brian Kirk[434] ;
- 2022 — Award remporté — Brian Kirk[435].

Emmy Awards
- 2005 — nomination — Charles Durning — « meilleur acteur dans une série télévisée dramatique », dans l'épisode Ernie Yost[436] ;
- 2008 — nomination — Diamond Farnsworth — « meilleur coordinateur des cascades », dans l'épisode Requiem[437] ;
- 2010 — nomination — « Meilleure série télévisée »[438].

Festival de télévision de Monte-Carlo
- 2014 — prix remporté – « prix de l'audience télévisée internationale » catégorie « série télévisée dramatique » (57,6 millions de téléspectateurs dans le monde en 2013)[439] ;
- 2015 — prix remporté – « prix de l'audience télévisée internationale » catégorie « série télévisée dramatique »[440] ;
- 2017 — prix remporté – « prix de l'audience télévisée internationale » catégorie « série télévisée dramatique » (47 millions de téléspectateurs dans le monde en 2016)[441].

Imagen Foundation Awards
- 2006 — nomination — Cote de Pablo — « meilleur second rôle féminin à la télévision » ;
- 2008 — Award remporté — Cote de Pablo — « meilleur second rôle féminin à la télévision » ;
- 2009 — nomination — Cote de Pablo — « meilleur second rôle féminin à la télévision » ;
- 2011 — Award remporté — Cote de Pablo — « meilleure actrice à la télévision »[442].

NAACP Image Awards
- 2010 — nomination — Rocky Carroll — « meilleur second rôle masculin dans une série dramatique »[443] ;
- 2013 — nomination — Rocky Carroll — « meilleur second rôle masculin dans une série dramatique »[444].

People's Choice Awards
- 2010 — nomination — « Meilleure série dramatique »[445] ;
- 2010 — nomination — Mark Harmon — « Acteur préféré dans une série policière »[445] ;
- 2011 — nomination — Mark Harmon — « Acteur préféré dans une série policière »[446] ;
- 2011 — nomination — « Meilleure série dramatique »[446] ;
- 2012 — nomination — « Meilleure série policière »[447] ;
- 2013 — nomination — « Meilleure série policière »[448] ;
- 2014 — nomination — Pauley Perrette — « Actrice préférée dans une série policière »[449] ;
- 2014 — nomination — Mark Harmon — « Acteur préféré dans une série policière »[449] ;
- 2014 — nomination — « Meilleure série policière »[449] ;
- 2015 — nomination — « Meilleure série policière »[450] ;
- 2015 — nomination — Mark Harmon — « Acteur de série préféré »[450] ;
- 2016 — nomination — « Meilleure série policière »[451] ;
- 2016 — nomination — Mark Harmon — « Acteur préféré dans une série policière »[451] ;
- 2016 — nomination — Pauley Perrette — « Actrice préférée dans une série policière »[451] ;
- 2017 — nomination — « Meilleure série policière »[452] ;
- 2017 — prix remporté — Mark Harmon — « Acteur préféré dans une série policière »[452] ;
- 2017 — nomination — Pauley Perrette — « Actrice préférée dans une série policière »[452].

GLAAD Media Awards
- 2012 — nomination — NCIS — Épisode individuel exceptionnel de l'année (sans personnage LGBT régulier)[453] ;
- 2016 — nomination — NCIS — Épisode individuel exceptionnel de l'année (sans personnage LGBT régulier)[454].

Imagen Awards
- 2006 — nomination — Cote de Pablo — « Meilleure actrice secondaire à la télévision »[455] ;
- 2008 — prix remporté — Cote de Pablo — « Meilleure actrice secondaire à la télévision »[456] ;
- 2009 — nomination — Cote de Pablo — « Meilleure actrice secondaire à la télévision »[457] ;
- 2011 — nomination — Cote de Pablo — « Meilleure actrice à la télévision »[455] ;
- 2019 — nomination — Wilmer Valderrama — « Meilleure acteur secondaire à la télévision »[458] ;
- 2020 — nomination — Cote de Pablo — « Meilleure actrice secondaire à la télévision »[459].

Visual Effects Society
- 2004 — nomination — Steven J. Rogers (Air Force One) — « Meilleure décor télévisée »[460].

### Résultats commerciaux
Selon un rapport américain de Essential Television Statistics, Madigan Cluff et Digital TV Research, NCIS serait la série télévisée importée en Europe qui a généré le plus de revenus en 2011 sur le marché européen, avec une valeur de près de 210 millions de dollars. À titre de comparaison, Les Experts et ses spin-off (Les Experts : Miami et Les Experts : Manhattan) n'arrivent respectivement qu'en 3e, 2e et 7e position dans ce classement. En 2013, une étude de Digital TV Research — portant sur 21 pays et 119 chaînes — conclut qu'en 2012 également, NCIS est la série importée en Europe la plus rentable, avec 205 millions d'euros générés, devant les séries Les Experts et Les Experts : Miami.
En 2012, la série est à nouveau celle qui a été la plus lucrative sur le marché européen, avec 156 millions de dollars devant la franchise des Experts.
Toutefois, selon une étude de l'institut AdAge parue en octobre 2012, le programme ne ferait pas partie des dix séries les plus rémunératrices aux États-Unis ; le calcul est basé sur les sommes que les annonceurs doivent débourser pour apparaître dans les plages de publicité insérées au sein des épisodes,.

## Produits dérivés

### Sorties en DVD
Zone 1 :
Aux États-Unis et au Canada, les sept premières saisons sont disponibles avec les pistes sonores anglaises (et espagnoles pour les saisons 1 et 2). Au Québec, des coffrets réédités des saisons 1 à 7 avec la piste sonore française sont sortis en 2011. Le coffret de la huitième saison est sorti partout en Amérique du Nord avec les pistes sonores anglaises et françaises le 23 août 2011. Quant au coffret de la neuvième saison, il est sorti le 21 août 2012 ; la piste sonore française n'y est pas incluse.
Zone 2 :
En France, des coffrets de DVD, édités par Paramount, sont en vente pour les vingt premières saisons, ainsi qu'un coffret comprenant l'ensemble des onze premières saisons.

### Objets et jeux
À la suite du succès d'audience rencontré par la série, de nombreux produits dérivés sont commercialisés : casquettes, t-shirts, blousons, mugs, fausses cartes d'identification aux figures des personnages et badges du NCIS, et même un tapis à l'image d'Abigail Sciuto.
Selon l'acteur Mark Harmon, les uniformes du NCIS utilisés dans la série étaient à l'origine fictifs. Cependant le succès de la série a amené l'agence fédérale à reprendre ceux-ci pour ses agents.
Un jeu de société édité par M6 Interactions est commercialisé en 2010 après sa sortie aux États-Unis,.
Un jeu vidéo édité par Ubisoft est disponible depuis le 27 octobre 2011 en Europe, sur ordinateur personnel, PlayStation 3, Xbox 360, Wii et Nintendo 3DS. Il reprend les personnages de Gibbs, Ziva, McGee, DiNozzo, Ducky et Abby en tant que personnages jouables, auxquels les acteurs prêtent leur voix,,. Ubisoft a par ailleurs annoncé qu'elle allait mettre au point pour 2012 un jeu NCIS : Major Crimes destiné au réseau social Facebook.